# Game Critics Awards
Los Game Critics Awards (GCA) son un conjunto de premios anuales celebrados después de la conferencia de videojuegos E3 desde 1998. Los premios se otorgan a los productos que se muestran en E3 con el título Best of E3 of their category (el mejor del E3 en su categoría). Los nominados y ganadores de los premios son elegidos por jueces individuales que representan, desde 2011, a 35 de los principales medios de comunicación de América del Norte. Los premios se otorgan de forma independiente del E3 ni de sus organizadores, la Entertainment Software Association.
Los premios son decididos en una asociación de más de 50 medios de comunicación que se presentan, a través de sus críticos y periodistas, en la conocida como «Judges Week», unas semanas antes del inicio oficial del E3, donde son los primeros en ver y probar los videojuegos que se presentaran posteriormente. En el E3 2019, eran un total de 65 medios de comunicación, donde se encontraban representados sobre todo los medios estadounidenses, las revistas y sitios especializados en videojuegos como Giant Bomb, IGN, GameSpot y Polygon; y otros medios periodísticos, como Hollywood Reporter, Forbes y Los Angeles Times. De otros países, tenían representación de Alemania (GameStar), Argentina (Cultura Geek), Australia (AusGamers), Brasil (Omelete/The Enemy), China (GamerSky), España (Meristation, Vandal.net, Hobby Consolas), Francia (GameBlog), Japón (Famitsū), México (Level Up) y Reino Unido (EuroGamer, EDGE, PCGamesN), entre otros.

## Categorías
- Lo mejor del evento, desde 1999
- Mejor juego original, desde 1999
- Mejor juego para consola, desde 1998
- Mejor juego para PC, desde 1998
- Mejor hardware, desde 1998
- Mejor juego de acción, desde 1998
- Mejor juego de acción y aventura, desde 1998
- Mejor RPG, desde 1998
- Mejor juego de carreras, desde 1998
- Mejor juego de deportes, desde 1998
- Mejor juego de estrategia, desde 1998
- Mejor juego de lucha, desde 1998
- Mejor juego casual/familiar/social/puzle, desde 1998
- Mejor juego multijugador en línea, desde 1998
- Mejor juego independiente, desde 2014
- Mejor juego de realidad virtual/aumentada, desde 2016
- Mejor juego como servicio, desde 2018

### Categorías descontinuadas
- Mejor juego descargable, desde 2011 a 2013
- Mejor juego de simulación de movimiento, desde 2010 a 2012
- Mejor juego de simulación, desde 1998 a 2006
- Mejor juego de plataformas, solo en 1999
- Mejor nuevo juego promesa, solo en 1998
- Mejor stand del E3, solo en 1998
- Mejor fiesta del E3, solo en 1998

## Jueces
Para el E3 2019, eran 65 jueces los que eligieron a los mejores juegos de la convención.
Estados Unidos
- ArsTechnica
- CG Magazine
- Easy Allies
- Electric Playground
- Entertainment Weekly
- Forbes
- Game Informer
- GamesRadar
- GameRanx
- Gannett News
- GameSpot
- Giant Bomb
- Hollywood Reporter
- IGN
- Kinda Funny
- Los Angeles Times
- Newsweek
- PC Gamer
- Polygon
- ShackNews
- US Gamer
- VentureBeat
- The Verge
- Waypoint
- What's Good Games

Los representantes del resto del mundo fueron los siguientes:
Alemania
- GamePro
- GameStar
- PCGames.de

Arabia Saudita
- Saudi Gamer
- True Gaming

Argentina
- Cultura Geek
- Maditos Nerds

Australia
- AusGamers
- Press Start
- Stevivor

Brasil
- Omelete/The Enemy
- Jovem Nerd
- Voxel

China
- A9VG
- GamerSky

Corea del Sur
- Inven

España
- Hobby Consolas
- Meristation
- Vandal.net

Francia
- GameBlog
- JeuxVideo Magazine

Italia
- EveryEye.it
- Multiplayer.it

Japón
- 4Gamer
- EAA!!
- Famitsū

México
- Atomix
- Level Up

Perú
- Tec.com.pe
- GameCored

Polonia
- GRY Online

Reino Unido
- EuroGamer
- DailyStar
- EDGE
- GameReactor
- Metro
- PCGames N
- UNILAD Gaming
- VG 24/7
- GameByte

## E3 2001
| Ganadores y nominados | Ganadores y nominados |
| Lo mejor del evento | Mejor juego original |
| --- | --- |
| - Nintendo GameCube - Nintendo - Medal of Honor: Allied Assault - 2015 Inc./EA - Metal Gear Solid 2: Sons of Liberty - Konami - Star Wars Rogue Squadron II: Rogue Leader - Factor 5/LucasArts - Star Wars Galaxies - Sony Online/LucasArts                              | - Majestic - Anim-X/EA - Pikmin - Nintendo - Project EGO - Big Blue Box/Lionhead/Microsoft - Republic: The Revolution - Elixir Studios/Eidos - Sigma: The Adventures of Rex Chance - Relic/Microsoft |
| Mejor juego para PC | Mejor juego para consola |
| - Star Wars Galaxies - Sony Online/LucasArts - Max Payne - Remedy/3D Realms/Gathering of Developers - Medal of Honor: Allied Assault - 2015 Inc./EA - Neverwinter Nights - BioWare/Interplay - Return to Castle Wolfenstein - Gray Matter Interactive/id/Activision      | - Metal Gear Solid 2: Sons of Liberty - Konami - Devil May Cry - Capcom - Oddworld: Munch's Oddysee - Oddworld Inhabitants/Microsoft - Star Wars Rogue Squadron II: Rogue Leader - Factor 5/LucasArts - Tony Hawk's Pro Skater 3 - Neversoft/Shaba/Activision                                              |
| Mejor hardware de PC | Mejor hardware de consola |
| - Nvidia GeForce 3 - Nvidia - AMD Athlon Melee Processor - AMD - Logitech's Cordless MouseMan Optical - Logitech - Logitech's iFeel MouseMan - Logitech | - Nintendo GameCube - Nintendo - Logitech Driving Force GT - Logitech - Microsoft Xbox - Microsoft - Nintendo Game Boy Advance - Nintendo - Nintendo GameCube Gamepad - Nintendo |
| Mejor juego de acción | Mejor juego de acción y aventura |
| - Star Wars Rogue Squadron II: Rogue Leader - Factor 5/LucasArts - Halo - Bungie/Microsoft - Max Payne - Remedy/3D Realms/Gathering of Developers - Medal of Honor: Allied Assault - 2015 Inc./EA - Return to Castle Wolfenstein - Gray Matter Interactive/id/Activision | - Metal Gear Solid 2: Sons of Liberty - Konami - Devil May Cry - Capcom - Jak and Daxter: The Precursor Legacy - Naughty Dog/SCEA - Luigi's Mansion - Nintendo - Silent Hill 2 - Konami - Oddworld: Munch's Oddysee - Oddworld Inhabitants/Microsoft                                                       |
| Mejor juego de lucha | Mejor RPG |
| - Super Smash Bros. Melee - Nintendo - Bloody Roar 3 - Hudson/Activision - Capcom vs. SNK 2: Mark of the Millennium 2001 - Capcom - Super Street Fighter II Turbo Revival - Capcom - UFC: Tapout - Crave Entertainment                                                   | - Neverwinter Nights - BioWare/Interplay - Dungeon Siege - Gas Powered Games/Microsoft - Final Fantasy X - Squaresoft - Star Wars: Knights of the Old Republic - BioWare/LucasArts - The Elder Scrolls III: Morrowind - Bethesda                                                                           |
| Mejor juego de carreras | Mejor juego de simulación |
| - Gran Turismo 3: A-Spec - Polyphony/SCEA - Motor City Online - EA Seattle/EA - Codename: Project Gotham Racing - Bizarre Creations/Microsoft - Wave Race: Blue Storm - Nintendo - Wipeout Fusion - Studio Liverpool/SCEA                                                | - The Sims Online - Maxis/EA - IL-2 Sturmovik - Maddox Games/Blue Byte - Microsoft Flight Simulator 2002 - Microsoft - Microsoft Train Simulator - Microsoft - Sid Meier's Sim Golf - Firaxis/Maxis/EA - Star Trek: Bridge Commander - Totally Games/Activision                                            |
| Mejor juego de deportes | Mejor juego de estrategia |
| - Tony Hawk's Pro Skater 3 - Neversoft/Shaba/Activision - Amped: Freestyle Snowboarding - Microsoft - Madden NFL 2002 - Maxis/EA - NBA Street - NuFX/EA Canada/EA - SSX Tricky - EA Sports/EA                                                                            | - Age of Mythology - Ensemble Studios/Microsoft - Battle Realms - Liquid Games/Crave Entertainment - Civilization III - Firaxis Games/Infogrames - Empire Earth - Stainless Steel/Sierra Studios - Republic: The Revolution - Elixir Studios/Eidos - Warcraft III: Reign of Chaos - Blizzard Entertainment |
| Mejor juego de puzle/trivia | Mejor juego multijugador en línea |
| - Pikmin - Nintendo - ChuChu Rocket! - Sonic Team/Sega - Frequency - Harmonix/SCEA - Fuzion Frenzy - Blitz Games/Microsoft - Who Wants to Be a Millionaire 3.ª edición - ImageBuilder/Disney Interactive/SCEA                                                            | - Star Wars Galaxies - Sony Online/LucasArts - Anarchy Online - Funcom - Neverwinter Nights - BioWare/Interplay - PlanetSide - Sony Online - The Sims Online - Maxis/EA |
| Reconocimiento especial | |
| - Medal of Honor: Allied Assault - por el sonido | |

## E3 2002
| Ganadores y nominados | Ganadores y nominados |
| Lo mejor del evento | Mejor juego original |
| --- | --- |
| - Doom 3 - id/Activision - Metroid Prime - Retro/Nintendo - Neverwinter Nights - BioWare/Infogrames - The Legend of Zelda: The Wind Waker - Nintendo - The Sims Online - Maxis/EA                                                                                  | - Psychonauts - Double Fine/MGS - Animal Crossing - Nintendo - Blinx: The Time Sweeper - Artoon/MGS - The Getaway - Team Soho/SCE - The Sims Online - Maxis/EA                                                                             |
| Mejor juego para PC | Mejor juego para consola |
| - Doom 3 - id/Activision - Age of Mythology - Ensemble Studios/MGS - Command & Conquer Generals - EA Pacific/EA - Neverwinter Nights - BioWare/Infogrames - Star Wars Galaxies: An Empire Divided - Sony Online/LucasArts                                          | - The Legend of Zelda: The Wind Waker - Nintendo - Blinx: The Time Sweeper - Artoon/MGS - Metroid Prime - Retro/Nintendo - Super Mario Sunshine - Nintendo - The Getaway - Team Soho/SCE                                                   |
| Mejor juego de lucha | Mejor hardware |
| - Tekken 4 - Namco - Godzilla: Destroy All Monsters Melee - Infogrames - Mortal Kombat: Deadly Alliance - Midway Games - Soulcalibur II - Namco - War of the Monsters - Incog/SCE                                                                                  | - WaveBird Wireless Controller - Nintendo - AirFlo Controllers - Nyko - e-Reader - Nintendo - Steel Battalion Controller - Capcom - Xbox Communicator Headset/Xbox Live - MGS                                                              |
| Mejor juego de acción | Mejor juego de acción y aventura |
| - Doom 3 - id/Activision - Dead to Rights - Namco - Metroid Prime - Retro/Nintendo - Panzer Dragoon Orta - Sega - Shinobi - Overworks/Sega | - Splinter Cell - Ubisoft - Lord of the Rings: The Two Towers - Stormfront/EA - Super Mario Sunshine - Nintendo - The Getaway - Team Soho/SCE - The Legend of Zelda: The Wind Waker - Nintendo                                             |
| Mejor RPG | Mejor juego de carreras |
| - Neverwinter Nights - BioWare/Infogrames - Deus Ex: Invisible War - Ion Storm/Eidos - Kingdom Hearts - Squaresoft/Disney Interactive - Star Wars Galaxies: An Empire Divided - Sony Online/LucasArts - Star Wars: Knights of the Old Republic - BioWare/LucasArts | - Auto Modellista - Capcom - Colin McRae Rally 3 - Codemasters - Need for Speed: Hot Pursuit 2 - EA - Pro Race Driver - Juice Studio/Codemasters - Sega GT 2002 - Wow Entertainment/Sega                                                   |
| Mejor juego de deportes | Mejor juego de puzle/trivia |
| - NFL 2K3 - Visual Concepts/Sega - Madden NFL 2003 - EA Tiburon/EA - NBA 2K3 - Visual Concepts/Sega - NFL Fever 2003 - MGS - Tony Hawk's Pro Skater 4 - Neversoft/Activision                                                                                       | - Super Monkey Ball 2 - Amusement Vision/Sega - Mario Party 4 - Nintendo |
| Mejor juego de estrategia | Mejor juego multijugador en línea |
| - Command & Conquer Generals - EA Pacific/EA - Age of Mythology - Ensemble Studios/MGS - Republic: The Revolution - Elixir Studios/Eidos - Rise of Nations - Big Huge Games/MGS - Warcraft III: Reign of Chaos - Blizzard Entertainment                            | - Star Wars Galaxies: An Empire Divided - Sony Online/LucasArts - City of Heroes - Cryptic Studios/NCSoft - The Sims Online - Maxis/EA - Unreal Tournament 2003 - Digital Extremes/Infogrames - World of Warcraft - Blizzard Entertainment |
| Mejor juego de simulación | Reconocimiento especial |
| - The Sims Online - Maxis/EA - Combat Flight Simulator 3 - MGS - Lock On: Modern Air Combat - SSI/Ubisoft - SimCity 4 - Maxis/EA - Steel Battalion - Capcom | - Doom 3 - por los gráficos y sonido |

## E3 2003
| Ganadores y nominados | Ganadores y nominados |
| Lo mejor del evento | Mejor juego original |
| --- | --- |

Half-Life 2 fue declarado como lo mejor de la E3 2003.

| - Half-Life 2 - Valve/Vivendi Universal Games - Full Spectrum Warrior - Pandemic/THQ - Gran Turismo 4 - Polyphony/SCE - Halo 2 - Bungie/MGS - Prince of Persia: The Sands of Time - Ubisoft Montreal/Ubisoft                         | - Full Spectrum Warrior - Pandemic/THQ - Boktai - Konami - Evil Genius - Elixir/Vivendi Universal Games - Fable - Big Blue Box/MGS - The Movies - Lionhead/Activision                                                                          |
| Mejor juego para PC | Mejor juego para consola |
| - Half-Life 2 - Valve/Vivendi Universal Games - Call of Duty - Infinity Ward/Activision - Deus Ex: Invisible War - Ion Storm/Eidos - Halo PC - Gearbox/Bungie/MGS - The Sims 2 - Maxis/EA                                            | - Halo 2 - Bungie/MGS - Fable - Big Blue Box/MGS - Full Spectrum Warrior - Pandemic/THQ - Gran Turismo 4 - Polyphony/SCE - Prince of Persia: The Sands of Time - Ubisoft Montreal/Ubisoft                                                      |
| Mejor juego de lucha | Mejor hardware |
| - Soulcalibur II - Namco - Dead or Alive: Online - Tecmo - Onimusha Blade Warriors - Capcom - Virtua Fighter 4: Evolution - Sega | - EyeToy - SCE - Driving Force Pro - Logitech - GeForce FX 5900 - Nvidia - Helix Gaming Device - Tapwave - Radeon 9800 - ATI |
| Mejor juego de acción | Mejor juego de acción y aventura |
| - Half-Life 2 - Valve/Vivendi Universal Games - Call of Duty - Infinity Ward/Activision - Halo 2 - Bungie/MGS - Medal of Honor: Rising Sun - EA LA/EA - Unreal Tournament 2004 - Epic Games/Infogrames                               | - Prince of Persia: The Sands of Time - Ubisoft Montreal/Ubisoft - Jak II - Naughty Dog/SCEA - Ninja Gaiden - Tecmo - Starcraft: Ghost - Blizzard/Vivendi Universal Games - Viewtiful Joe - Capcom                                             |
| Mejor RPG | Mejor juego de carreras |
| - Fable - Big Blue Box/MGS - Deus Ex: Invisible War - Ion Storm/Eidos - Final Fantasy X-2 - Square Enix - Star Wars Knights of the Old Republic - Bioware/LucasArts - Vampire: The Masquerade – Bloodlines - Troika Games/Activision | - Gran Turismo 4 - Polyphony/SCE - F-Zero GX - Amusement Vision/Nintendo - Need for Speed: Underground - EA Black Box/EA - Mario Kart: Double Dash!! - Nintendo - Project Gotham Racing 2 - Bizarre Creations/MGS                              |
| Mejor juego de deportes | Mejor juego de puzle/trivia |
| - Tony Hawk's Underground - Neversoft/Activision - Amped 2 - Indie Built/MGS - Madden NFL 2004 - EA Tiburon/EA - NFL 2K4 - Visual Concepts/Sega - SSX 3 - EA Canada/EA                                                               | - The EyeToy Games - SCEE - Karaoke Revolution - Harmonix/Konami - Mario Party 5 - Nintendo - Nintendo Puzzle Collection - Nintendo - Xbox Music Mixer - MGS                                                                                   |
| Mejor juego de estrategia | Mejor juego multijugador en línea |
| - Rome: Total War - Creative Assembly/Activision - Evil Genius - Elixir/Vivendi Universal Games - Homeworld 2 - Relic/Vivendi Universal Games - Pikmin 2 - Nintendo - Rise of Nations - Big Huge Games/MGS                           | - City of Heroes - Cryptic Studios/NCSoft - EverQuest II - Sony Online - Final Fantasy XI - Square Enix - Mythica - MGS - Star Wars Galaxies: An Empire Divided - Sony Online/LucasArts - World of Warcraft - Blizzard/Vivendi Universal Games |
| Mejor juego de simulación | Reconocimiento especial |
| - Full Spectrum Warrior - Pandemic/THQ - Flight Simulator 2004: A Century of Flight - MGS - Secret Weapons over Normandy - Totally Games/LucasArts - The Movies - Lionhead/Activision - The Sims 2 - Maxis/EA                        | - Half-Life 2 - por los gráficos |

## E3 2004
| Ganadores y nominados | Ganadores y nominados |
| Lo mejor del evento | Mejor juego original |
| --- | --- |
| - Sony PSP - SCE - Half-Life 2 - Valve/Vivendi Universal Games - Halo 2 - Bungie/MGS - Nintendo DS - Nintendo - Splinter Cell 3 - Ubisoft Montreal/Ubisoft                                                                                | - Donkey Kong Jungle Beat - Nintendo - Destroy All Humans! - Pandemic/THQ - God of War - SCEA Santa Monica/SCEA - Jade Empire - BioWare/MGS - Yoot Saito's Odama - Vivarium/Nintendo                                    |
| Mejor juego para PC | Mejor juego para consola |
| - Splinter Cell 3 - Ubisoft Montreal/Ubisoft - Half-Life 2 - Valve/Vivendi Universal Games - Lord of the Rings: The Battle for Middle Earth - EA LA/EA - Rome: Total War - Creative Assembly/Activision - The Sims 2 - Maxis/EA           | - Halo 2 - Bungie/MGS - God of War - SCEA Santa Monica/SCEA - Jade Empire - BioWare/MGS - Metroid Prime 2: Echoes - Retro Studios/Nintendo - Resident Evil 4 - Capcom                                                   |
| Mejor juego de lucha | Mejor hardware |
| - Def Jam: Fight for New York - EA Canada/EA - Guilty Gear Isuka - Arc System Works/Sammy Studios - Mortal Kombat: Deception - Midway Games - Rumble Roses - KCET/Konami - Street Fighter Anniversary Collection - Capcom                 | - Sony PSP - SCE - Alienware Video Array Technology - Alienware - Donkey Konga Bongo Drums - Nintendo - Nintendo DS - Nintendo - Phantom Gaming Service - Infinium Labs, Inc.                                           |
| Mejor juego de acción | Mejor juego de acción y aventura |
| - Halo 2 - Bungie/MGS - Doom 3 - Vicarious Visions/id/Activision - F.E.A.R. - Monolith/Vivendi Universal Games - Half-Life 2 - Valve/Vivendi Universal Games - Metroid Prime 2: Echoes - Retro Studios/Nintendo                           | - Splinter Cell 3 - Ubisoft Montreal/Ubisoft - God of War - SCEA Santa Monica/SCEA - Prince of Persia 2 - Ubisoft Montreal/Ubisoft - Resident Evil 4 - Capcom - Ratchet & Clank: Up Your Arsenal - Insomniac Games/SCEA |
| Mejor RPG | Mejor juego de carreras |
| - Jade Empire - BioWare/MGS - Fable - Big Blue Box/MGS - Final Fantasy XII - Square Enix - Star Wars Knights of the Old Republic II: The Sith Lords - Obsidian/LucasArts - Vampire: The Masquerade – Bloodlines - Troika Games/Activision | - Burnout 3 - Criterion Games/EA - Enthusia Professional Racing - Konami - Forza Motorsport - MGS - Gran Turismo 4 - Polyphony/SCE - Street Racing Syndicate - Eutechnyx/Namco                                          |
| Mejor juego de deportes | Mejor juego de puzle/trivia |
| - Madden NFL 2005 - EA Tiburon/EA - ESPN NFL 2005 - Visual Concepts/ESPN Videogames - FIFA Soccer 2005 - EA Sports/EA - Tiger Woods PGA Tour 2005 - EA Sports/EA - Tony Hawk's Underground 2 - Neversoft/Activision                       | - Donkey Kong: Jungle Beat - Nintendo - Donkey Konga - Nintendo - EyeToy: AntiGrav - Harmonix/SCEA - Karaoke Revolution Volume 2 - Harmonix/Konami - WarioWare, Inc. DS - Nintendo                                      |
| Mejor juego de estrategia | Mejor juego multijugador en línea |
| - Lord of the Rings: The Battle for Middle Earth - EA LA/EA - Pikmin 2 - Nintendo - Rome: Total War - Creative Assembly/Activision - Warhammer 40.000: Dawn of War - Relic/THQ                                                            | - Halo 2 - Bungie/MGS - Battlefield 2 - Digital Illusions/EA - EverQuest II - EA - Star Wars: Battlefront - Pandemic Studios/LucasArts - World of Warcraft - Blizzard/Vivendi Universal Games                           |
| Mejor juego de simulación | Reconocimiento especial |
| - The Sims 2 - Maxis/EA - Full Spectrum Warrior - Pandemic Studios/THQ - Pacific Fighters - 1C/Ubisoft - The Movies - Lionhead/Activision - The Urbz: Sims in the City - Maxis/EA                                                         | - Splinter Cell 3 - por los gráficos |

## E3 2005
| Ganadores y nominados | Ganadores y nominados |
| Lo mejor del evento | Mejor juego original |
| --- | --- |
| - Spore - Maxis/EA - F.E.A.R. - Monolith/Vivendi Universal Games - Gears of War - Epic Games/MGS - The Legend of Zelda: Twilight Princess - Nintendo - Xbox 360 - Microsoft                                                                        | - Spore - Maxis/EA - Indigo Prophecy - Quantic Dream/Atari - Nintendogs - Nintendo - Okami - Clover Studio/Capcom - Shadow of the Colossus - SCEI/SCEA                                                                                    |
| Mejor juego para consola | Mejor juego para portátiles |
| - The Legend of Zelda: Twilight Princess - Nintendo - Black - Criterion Games/EA - Gears of War - Epic Games/MGS - Okami - Clover Studio/Capcom - Peter Jackson's King Kong - Ubisoft - The Elder Scrolls IV: Oblivion - Bethesda                  | - Nintendogs - Nintendo - Burnout Legends - Criterion Games/EA - Death Jr. - Foundation 9/Konami - Infected - Planet Moon/Majesco Games - Mario Kart DS - Nintendo                                                                        |
| Mejor juego para PC | Mejor hardware |
| - Spore - Maxis/EA - Age of Empires III - Ensemble Studios/MGS - Battlefield 2 - Digital Illusions/EA - F.E.A.R. - Monolith/Vivendi Universal Games - Prey - Human Head/3D Realms/2K Games                                                         | - PlayStation 3 - SCE - Game Boy Micro - Nintendo - Gizmondo - Tiger Telematics - Logitech Cordless Attack & Cordless Precision Controllers - Logitech - Xbox 360 - Microsoft                                                             |
| Mejor juego de acción | Mejor juego de acción y aventura |
| - F.E.A.R. - Monolith/Vivendi Universal Games - Battlefield 2 - Digital Illusions/EA - Black - Criterion Games/EA - Call of Duty 2 - Infinity Ward/Activision - Gears of War - Epic Games/MGS                                                      | - The Legend of Zelda: Twilight Princess - Nintendo - Okami - Clover Studio/Capcom - Peter Jackson's King Kong - Ubisoft - Shadow of the Colossus - SCEI/SCEA - Ultimate Spider-Man - Treyarch/Activision                                 |
| Mejor RPG | Mejor juego de carreras |
| - The Elder Scrolls IV: Oblivion - Bethesda - City of Villians - Cryptic Studios/NCSoft - Dragon Quest VIII: Journey of the Cursed King - Level 5/Square Enix - Hellgate: London - Flagship Studios/Bandai Namco - Kingdom Hearts II - Square Enix | - Burnout Revenge - Criterion Games/EA - Burnout Legends - Criterion Games/EA - Full Auto - Pseudo Interactive/Sega - Mario Kart DS - Nintendo - Need for Speed: Most Wanted - EA                                                         |
| Mejor juego de deportes | Mejor juego de puzle/trivia |
| - Madden NFL 06 - EA Tiburon/EA - Blitz: The League - Midway Games - Tony Hawk's American Wasteland - Neversoft/Activision - Top Spin 2 - 2K Sports - Virtua Tennis: World Tour - Sega                                                             | - We Love Katamari - Namco - EyeToy: Kinetic - SCEL/SCEE - Mario Party 7 - Hudson/Nintendo - Meteos - Q Entertainment/Buena Vista Games - Yoot Saito's Odama - Vivarium/Nintendo                                                          |
| Mejor juego de estrategia | Mejor juego multijugador en línea |
| - Company of Heroes -Relic/THQ - Age of Empires III - Ensemble Studios/MGS - Civilization IV - Firaxis/2K Games - Rise of Nations: Rise of Legends - Big Huge Games//MGS - Star Wars: Empire At War - Petroglyph/LucasArts                         | - Battlefield 2 - Digital Illusions/EA - City of Villians - Cryptic Studios/NCSoft - SOCOM 3: U.S. Navy SEALs - Zipper Interactive/SCEA - Star Wars: Battlefront II - Pandemic Studios/LucasArts - Tabula Rasa - Destination Games/NCSoft |
| Mejor juego de lucha | Mejor juego de simulación |
| - Soulcalibur III - Namco - Marvel Nemesis - Nihilistic/EA - Mortal Kombat: Shaolin Monks - Paradox/Midway Games - One Piece: Grand Battle - Ganbarion/Bandai - The Con - Think and Feel/SCE                                                       | - Spore - Maxis/EA - Nintendogs - Nintendo - The Sims 2 - Maxis/EA - The Movies - Lionhead/Activision - Trauma Center: Under the Knife - Atlus                                                                                            |
| Reconocimiento especial | |
| - Killzone - por los gráficos | |

## E3 2006
| Ganadores y nominados | Ganadores y nominados |
| Lo mejor del evento | Mejor juego original |
| --- | --- |

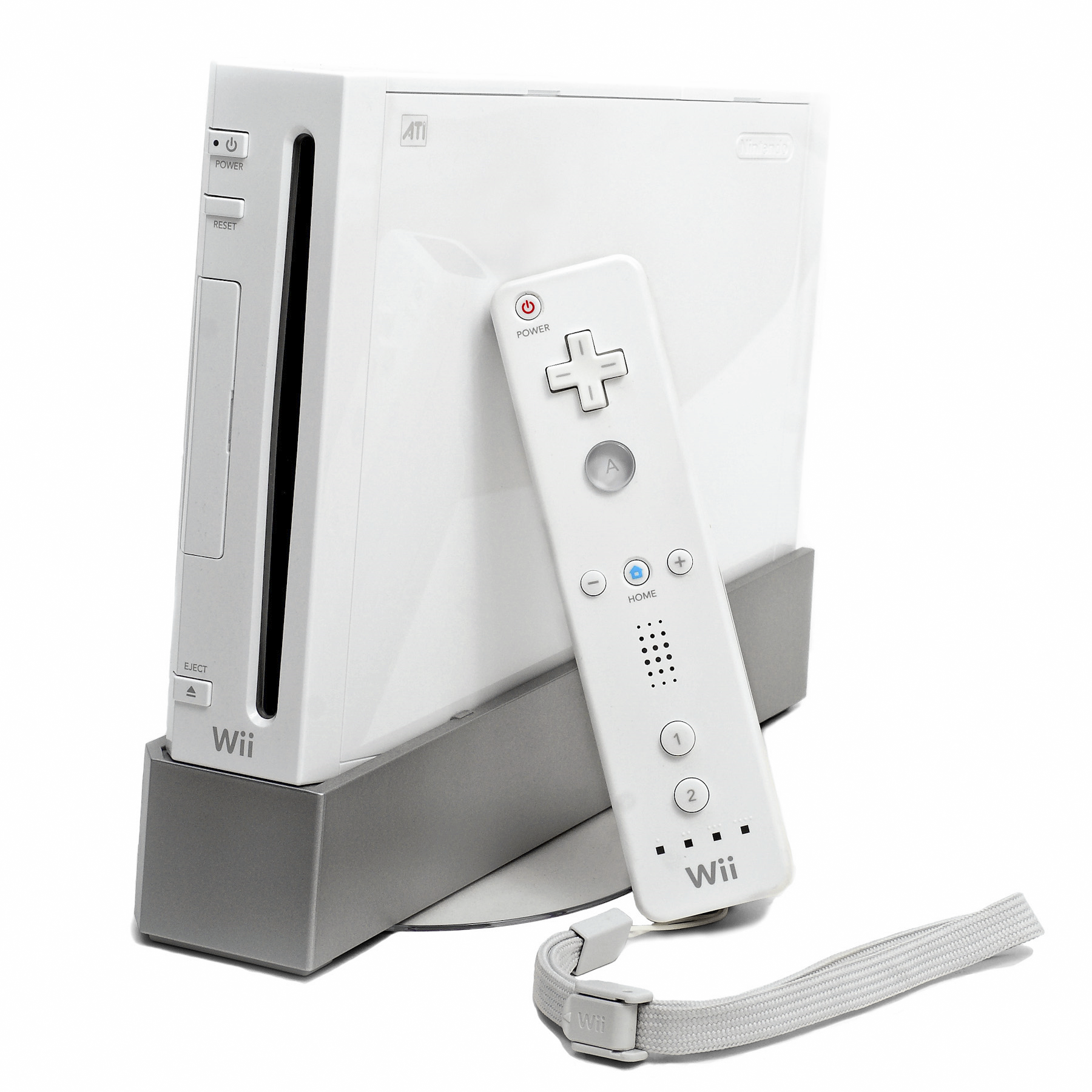
La videoconsola Wii fue declarada como lo mejor de la E3 2006.

| - Wii - Nintendo - Assassin's Creed - Ubisoft Montreal/Ubisoft - BioShock - Irrational Games/2K Games - Gears of War - Epic Games/MGS - Spore - Maxis/EA                                                                            | - Spore - Maxis/EA - Assassin's Creed - Ubisoft Montreal/Ubisoft - BioShock - Irrational Games/2K Games - Gears of War - Epic Games/MGS - LocoRoco - SCEJ/SCE - Wii Sports - Nintendo                                              |
| Mejor juego para consola | Mejor juego para portátiles |
| - Gears of War - Epic Games/MGS - Assassin's Creed - Ubisoft Montreal/Ubisoft - BioShock - Irrational Games/2K Games - Mass Effect - BioWare/MTV Games/MGS - Super Mario Galaxy - Nintendo                                          | - The Legend of Zelda: Phantom Hourglass - Nintendo - Elite Beat Agents - iNiS/Nintendo - Killzone: Liberation - Guerrilla Games/SCE - LocoRoco - SCEJ/SCE - Metal Gear Solid: Portable Ops - Kojima Productions/Konami            |
| Mejor juego para PC | Mejor hardware |
| - Spore - Maxis/EA - Crysis - Crytek/EA - Enemy Territory: Quake Wars - Splash Damage/id Software/Activision - Hellgate: London - Flagship Studios/Bandai Namco - Supreme Commander - Gas Powered/THQ                               | - Wii - Nintendo - DS Lite - Nintendo - Logitech G25 Racing Wheel - Logitech - PlayStation 3 - SCE - Xbox 360 Wireless Headset - Microsoft                                                                                         |
| Mejor juego de acción | Mejor juego de acción y aventura |
| - Gears of War - Epic Games/MGS - Crysis - Crytek/EAP - Enemy Territory: Quake Wars - Splash Damage/id Software/Activision - Lost Planet: Extreme Condition - Capcom - Resistance: Fall of Man - Insomniac Games/SCEA               | - Assassin's Creed - Ubisoft Montreal/Ubisoft - BioShock - Irrational Games/2K Games - God of War II - Sony Santa Monica/SCEA - Super Mario Galaxy - Nintendo - The Legend of Zelda: Twilight Princess - Nintendo                  |
| Mejor RPG | Mejor juego de carreras |
| - Mass Effect - BioWare/MGS - Final Fantasy XII - Square Enix - Hellgate: London - Flagship Studios/Bandai Namco - Neverwinter Nights 2 - Obsidian/Atari - World of Warcraft: The Burning Crusade - Blizzard Entertainment          | - Excite Truck - Monster Games/Nintendo - Formula One 06 - Sony Studio Liverpool/SCEE - Gran Turismo HD - Polyphony Digital/SCE - MotoGP '06 - Climax Racing/THQ - Test Drive Unlimited - Eden Studios/Atari                       |
| Mejor juego de deportes | Mejor juego de puzle/trivia |
| - Wii Sports - Nintendo - Madden NFL 07 para PS3/Xbox 360 - EA Tiburon/EA - Madden NFL 07 para Nintendo Wii - EA Tiburon/EA - NBA 2K7 - Visual Concepts/2K Sports - NCAA Football 07 - EA Tiburon/EA                                | - Guitar Hero II - Harmonix/Red Octane - Elite Beat Agents - iNiS/Nintendo - LocoRoco - SCEJ/SCE - Lumines II - Q Entertainment/Buena Vista Games - WarioWare: Smooth Moves - Nintendo                                             |
| Mejor juego de estrategia | Mejor juego multijugador en línea |
| - Supreme Commander - Gas Powered/THQ - Company of Heroes - Relic/THQ - Lord of the Rings: The Battle for Middle Earth II - EA - Medieval II: Total War - Creative Assembly/Sega - World in Conflict - Massive Entertainment/Sierra | - Enemy Territory: Quake Wars - Splash Damage/id Software/Activision - Battlefield 2142 - Digital Illusions/EA - Gears of War - Epic Games/MGS - Huxley - Webzen - World of Warcraft: The Burning Crusade - Blizzard Entertainment |
| Mejor juego de lucha | Mejor juego de simulación |
| - Heavenly Sword - Ninja Theory/SCE - Mortal Kombat: Armageddon - Midway Games - Tekken: Dark Resurrection - Bandai Namco - Virtua Fighter 5 - Sega - WWE SmackDown vs. Raw 2007 - Yuke's/THQ                                       | - Spore - Maxis/EA - Microsoft Flight Simulator X - MGS - Sid Meier's Railroads! - Firaxis Games/2K Games - The Movies: Stunts and Effects - Lionhead/Activision - Wii Music Orchestra - Nintendo                                  |

## E3 2007
| Ganadores y nominados | Ganadores y nominados |
| Lo mejor del evento | Mejor juego original |
| --- | --- |

Rock Band fue declarado como lo mejor de la E3 2007.

| - Rock Band - Harmonix/MTV Games/EAP - BioShock - Irrational Games/2K Games - Call of Duty 4: Modern Warfare - Infinity Ward/Activision - Fallout 3 - Bethesda - Mass Effect - BioWare/MGS                                                         | - LittleBigPlanet - Media Molecule/SCEE - BioShock - Irrational Games/2K Games - de Blob - Blue Tongue/THQ - Rock Band - Harmonix/MTV Games/EAP - Wii Fit - Nintendo                                                  |
| Mejor juego para consola | Mejor juego para portátiles |
| - Mass Effect - BioWare/MGS - BioShock - Irrational Games/2K Games - Call of Duty 4: Modern Warfare - Epic Games/MGS - Rock Band - Harmonix/MTV Games/EAP - Super Mario Galaxy - Nintendo                                                          | - The Legend of Zelda: Phantom Hourglass - Nintendo - Contra 4 - WayForward/Konami - Dead Head Fred - Vicious Cycle/D3 - God of War: Chains of Olympus - Ready at Dawn/SCE - Silent Hill: Origins - Climax/Konami     |
| Mejor juego para PC | Mejor hardware |
| - Crysis - Crytek/EAP - Call of Duty 4: Modern Warfare - Epic Games/MGS - Enemy Territory: Quake Wars - Splash Damage/id Software/Activision - Fallout 3 - Bethesda - World in Conflict - Massive Entertainment/Sierra                             | - Rock Band Instruments - Harmonix/MTV Games/EAP - PSP 2000 - SCE - Wii Balance Board - Nintendo - Wii Zapper - Nintendo                                                                                              |
| Mejor juego de acción | Mejor juego de acción y aventura |
| - Call of Duty 4: Modern Warfare - Epic Games/MGS - Crysis - Crytek/EAP - Halo 3 - Bungie/MGS - Metroid Prime 3: Corruption - Retro Studios/Nintendo - Unreal Tournament 3 - Epic Games/Midway                                                     | - BioShock - Irrational Games/2K Games - Assassin's Creed - Ubisoft Montreal/Ubisoft - Heavenly Sword - Ninja Theory/SCEE - Super Mario Galaxy - Nintendo - Uncharted: Drake's Fortune - Naughty Dog/SCEA             |
| Mejor RPG | Mejor juego de carreras |
| - Mass Effect - BioWare/MGS - Eternal Sonata - Bandai Namco - Fable 2 - Lionhead/MGS - Fallout 3 - Bethesda - Hellgate: London - Flagship Studios/EAP                                                                                              | - Burnout Paradise - Criterion Games/EA - Need for Speed ProStreet - EA Black Box/EA - Project Gotham Racing 4 - Bizarre Creations/MGS - Stuntman: Ignition - Paradigm/THQ                                            |
| Mejor juego de deportes | Mejor juego casual |
| - Madden NFL 08 - EA Tiburon/EA - Skate - EA Black Box/EA - Tiger Woods PGA Tour 08 - EA Tiburon/EA - Tony Hawk's Proving Ground - Neversoft/Activision                                                                                            | - Rock Band - Harmonix/MTV Games/EAP - Guitar Hero III: Legends of Rock - Neversoft/Red Octane/ATVI - LittleBigPlanet - Media Molecule/SCEE - Wii Fit - Nintendo - Zack & Wiki: Quest for Barbaros' Treasure - Capcom |
| Mejor juego de estrategia | Mejor juego multijugador en línea |
| - World in Conflict - Massive Entertainment/Sierra - Sid Meier's Civilization Revolution - Firaxis/2K Games - Company of Heroes: Opposing Fronts - Relic/THQ - Halo Wars - Ensemble Studios/MGS - Universe at War: Earth Assault - Petroglyph/Sega | - Halo 3 - Bungie/MGS - Burnout Paradise - Criterion Games/EA - Enemy Territory: Quake Wars - Splash Damage/id Software/Activision - LittleBigPlanet - Media Molecule/SCEE - Unreal Tournament 3 - Epic Games/Midway  |
| Mejor juego de lucha | Reconocimiento especial |
| - Virtua Fighter 5 - Sega - Naruto: Rise of a Ninja - Ubisoft Montreal/Ubisoft - WWE SmackDown vs. Raw 2008 - Yuke's/THQ | - Killzone 2 - por los gráficos |

## E3 2008
| Ganadores y nominados | Ganadores y nominados |
| Lo mejor del evento | Mejor juego original |
| --- | --- |

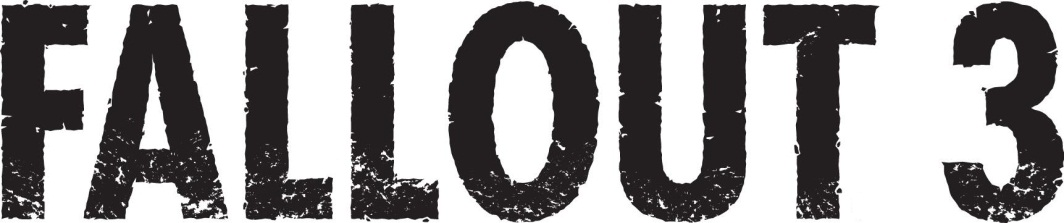
Fallout 3 fue declarado como lo mejor de la E3 2008.

| - Fallout 3 - Bethesda - Gears of War 2 - Epic Games/MGS - LittleBigPlanet - Media Molecule/SCE - Mirror's Edge - EA DICE/EA - Spore - Maxis/EA                                                               | - Mirror's Edge - EA DICE/EA - Flower - Thatgamecompany/SCE - Left 4 Dead - Valve/EAP - LittleBigPlanet - Media Molecule/SCE - Spore - Maxis/EA                                                                         |
| Mejor juego para consola | Mejor juego para portátiles |
| - LittleBigPlanet - Media Molecule/SCE - Fallout 3 - Bethesda - Gears of War 2 - Epic Games/MGS - Resistance 2 - Insomniac Games/SCE - Resident Evil 5 - Capcom                                               | - Resistance: Retribution - Bend Studio/SCE - Castlevania: Order of Ecclesia - Konami - Chrono Trigger DS - Square Enix - Puzzle Quest: Galactrix - D3 Publisher/Nintendo - Rhythm Heaven - Nintendo                    |
| Mejor juego para PC | Mejor hardware |
| - Spore - Maxis/EA - Dragon Age: Origins - BioWare/EA - Left 4 Dead - Valve/EAP - Warhammer 40.000: Dawn of War II - Relic/THQ - Warhammer Online - EA Mythic/EA                                              | - Rock Band 2 Ion “Drum Rocker” Set - ION Audio/MTV Games/EAP - Lips Microphone - Microsoft - Wii MotionPlus - Nintendo                                                                                                 |
| Mejor juego de acción | Mejor juego de acción y aventura |
| - Gears of War 2 - Epic Games/MGS - Far Cry 2 - Ubisoft Montreal/Ubisoft - Left 4 Dead - Valve/EAP - Mirror's Edge - EA DICE/EA - Resistance 2 - Insomniac Games/SCE                                          | - Dead Space - EA Redwood Shores/EA - Prince of Persia - Ubisoft Montreal/Ubisoft - Resident Evil 5 - Capcom - Star Wars: The Force Unleashed - LucasArts - Tomb Raider: Underworld - Crystal Dynamics/Eidos            |
| Mejor RPG | Mejor juego de carreras |
| - Fallout 3 - Bethesda - Chrono Trigger DS - Square Enix - Dragon Age: Origins - BioWare/EA - Fable 2 - Lionhead/MGS - Sonic Chronicles: The Dark Brotherhood - BioWare/Sega                                  | - Pure - Black Rock/Disney Interactive - Baja: Edge of Control - 2XL Games/THQ - Midnight Club: Los Angeles - Rockstar San Diego/Rockstar Games - MotorStorm: Pacific Rift - Evolution Studios/SCE                      |
| Mejor juego de deportes | Mejor juego casual |
| - Madden NFL 09 - EA Tiburon/EA - NBA Live 09 - EA Canada/EA - Shaun White Snowboarding - Ubisoft Montreal/Ubisoft - Skate It - EA Black Box/EA - Tiger Woods PGA Tour 09 - EA Tiburon/EA                     | - LittleBigPlanet - Media Molecule/SCE - Guitar Hero World Tour - Neversoft/Red Octane/ATVI - Lego Batman: The Videogame - Traveller's Tales/WBIE - Rock Band 2 - Harmonix/MTV Games/EAP - Wii Sports Resort - Nintendo |
| Mejor juego de estrategia | Mejor juego multijugador en línea |
| - EndWar - Ubisoft Shanghai/Ubisoft - Command & Conquer: Red Alert 3 - EA LA/E - Empire: Total War - Creative Assembly/Sega - Halo Wars - Ensemble Studios/MGS - Warhammer 40.000: Dawn of War II - Relic/THQ | - Left 4 Dead - Valve/EAP - Gears of War 2 - Epic Games/MGS - LittleBigPlanet - Media Molecule/SCE - Resistance 2 - Insomniac Games/SCE - Rock Band 2 - Harmonix/MTV Games/EAP                                          |
| Mejor juego de lucha | |
| - Street Fighter IV - Capcom - Mortal Kombat vs. DC Universe - Midway Chicago/Midway - Soulcalibur IV - Bandai Namco - Super Street Fighter II Turbo HD Remix - Capcom                                        | |

## E3 2009
| Ganadores y nominados | Ganadores y nominados |
| Lo mejor del evento | Mejor juego original |
| --- | --- |
| - Uncharted 2: Among Thieves - Naughty Dog/SCEA - Brütal Legend - Double Fine/EAP - Mass Effect 2 - BioWare/EA - Modern Warfare 2 - Infinity Ward/Activision - Splinter Cell: Conviction - Ubisoft Montreal/Ubisoft                                       | - Scribblenauts - 5th Cell/WBIE - Alan Wake - Remedy/MGS - Bayonetta - PlatinumGames/Sega - Brütal Legend - Double Fine/EAP - Heavy Rain - Quantic Dream/SCEE                                                                                |
| Mejor juego para consola | Mejor juego para portátiles |
| - Uncharted 2: Among Thieves - Naughty Dog/SCEA - Brütal Legend - Double Fine/EAP - God of War III - Sony Santa Monica/SCEA - Mass Effect 2 - BioWare/EA - Modern Warfare 2 - Infinity Ward/Activision                                                    | - Scribblenauts - 5th Cell/WBIE - Gran Turismo - Polyphony Digital/SCEJ - LittleBigPlanet - SCE Cambridge/Media Molecule/SCEE - Mario and Luigi: Bowser's Inside Story - AlphaDream/Nintendo - The Legend of Zelda: Spirit Tracks - Nintendo |
| Mejor juego para PC | Mejor hardware |
| - Star Wars: The Old Republic - BioWare/LucasArts - DC Universe Online - Sony Online Austin/SOE - Dragon Age: Origins - BioWare/EA - Left 4 Dead 2 - Valve/EAP - Supreme Commander 2 - Gas Powered/Square Enix                                            | - Project Natal - Microsoft - DJ Hero Controller - FreeStyleGames/RedOctane/Activision - PSP Go - SCE - Tony Hawk: Ride Skateboard - Robomodo/Activision - Wii MotionPlus - Nintendo                                                         |
| Mejor juego de acción | Mejor juego de acción y aventura |
| - Modern Warfare 2 - Infinity Ward/Activision - BioShock 2 - 2K Marin/2K Games - Halo 3: ODST - Bungie/MGS - Left 4 Dead 2 - Valve/EAP - Singularity - Raven/Activision                                                                                   | - Uncharted 2: Among Thieves - Naughty Dog/SCEA - Bayonetta - PlatinumGames/Sega - Brütal Legend - Double Fine/EAP - God of War III - Sony Santa Monica/SCEA - Splinter Cell: Conviction - Ubisoft Montreal/Ubisoft                          |
| Mejor RPG | Mejor juego de carreras |
| - Mass Effect 2 - BioWare/EA - Alpha Protocol - Obsidian/Sega - Dragon Age: Origins - BioWare/EA - Mario and Luigi: Bowser's Inside Story - AlphaDream/Nintendo - Star Wars: The Old Republic - BioWare/LucasArts                                         | - Split/Second - Black Rock/Disney Interactive - Blur - Bizarre Creations/Activision - Forza Motorsport 3 - Turn 10/MGS - ModNation Racers - United Front/SCEA - Need for Speed: Shift - Slightly Mad/EA                                     |
| Mejor juego de deportes | Mejor juego casual |
| - Fight Night Round 4 - EA Canada/EA - Madden NFL 10 - EA Tiburon/EA - NHL 10 - EA Canada/EA - Tiger Woods PGA Tour 10 - EA Tiburon/EA - Tony Hawk: Ride - Robomodo/Activision                                                                            | - DJ Hero - FreeStyleGames/RedOctane/Activision - Guitar Hero 5 - Neversoft/RedOctane/Activision - Scribblenauts - 5th Cell/WBIE - The Beatles Rock Band - Harmonix/MTV Games/EAP - Wii Sports Resort - Nintendo                             |
| Mejor juego de estrategia | Mejor juego multijugador en línea |
| - Supreme Commander 2 - Gas Powered/Square Enix - League of Legends: Clash of Fates - Riot Games - Order of War - Wargaming.net/Square Enix - R.U.S.E. - Eugen Systems/Ubisoft                                                                            | - Left 4 Dead 2 - Valve/EAP - Halo 3: ODST - Bungie/MGS - MAG - Zipper/SCEA - Star Wars: The Old Republic - BioWare/LucasArts - Uncharted 2: Among Thieves - Naughty Dog/SCEA                                                                |
| Mejor juego de lucha | |
| - Tatsunoko vs. Capcom: Ultimate All-Stars - Eighting/Capcom - Marvel vs. Capcom 2: New Age of Heroes - Foundation 9/Capcom - Soulcalibur: Broken Destiny - Project Soul/Bandai Namco - Tekken 6 - Bandai Namco - The King of Fighters XII - SNK Playmore | |

## E3 2010
| Ganadores y nominados | Ganadores y nominados |
| Lo mejor del evento | Mejor juego original |
| --- | --- |

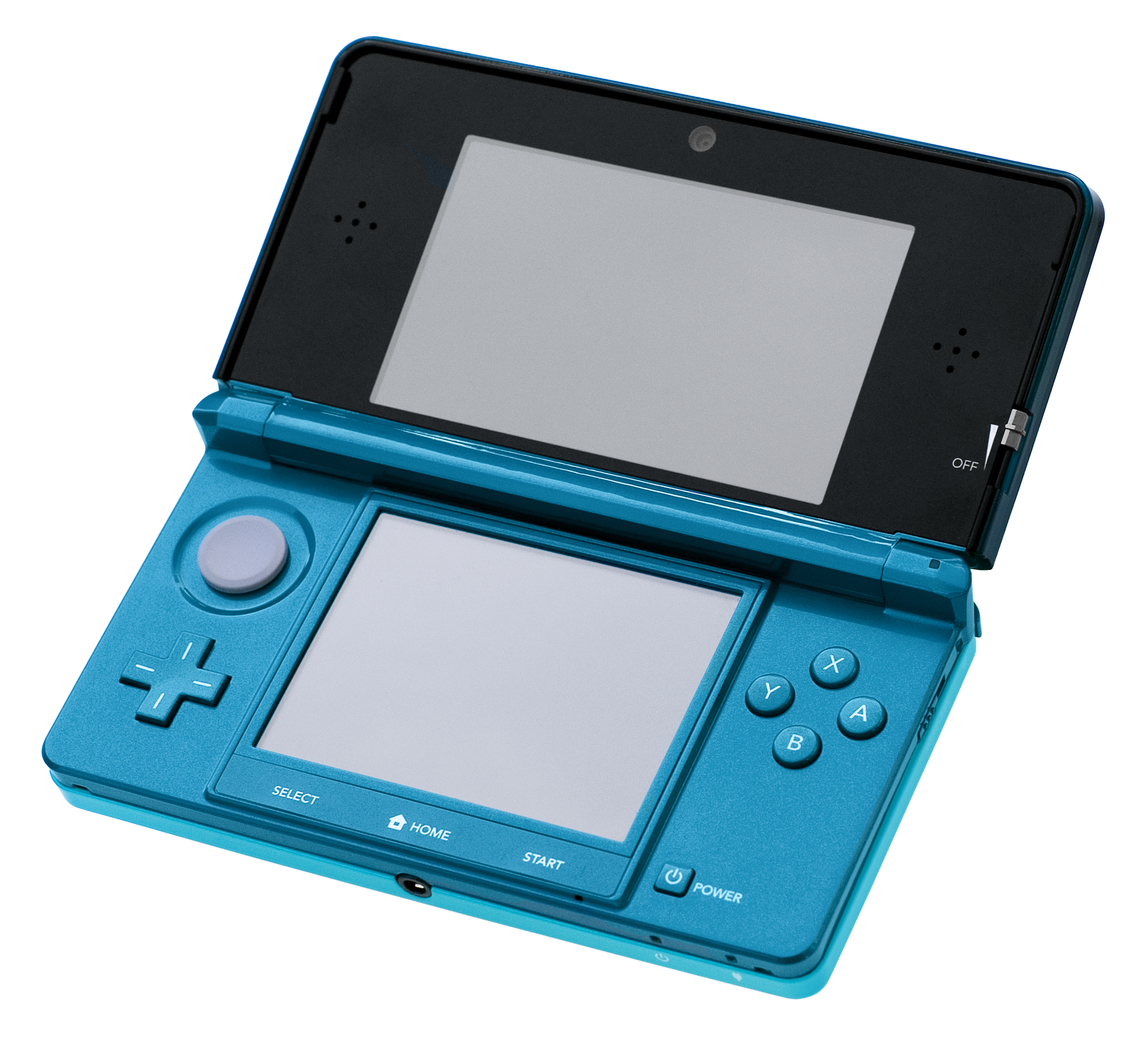
La Nintendo 3DS fue declarada como lo mejor de la E3 2010.

| - Nintendo 3DS - Nintendo - Dance Central - Harmonix/MTV Games/Microsoft Studios - Disney's Epic Mickey - Junction Point/Disney Interactive - Portal 2 - Valve - Rage - id Software/Bethesda                                                               | - Dance Central - Harmonix/MTV Games/Microsoft Studios - Bulletstorm - People Can Fly/Epic Games/EA - Child of Eden - Q Entertainment/Ubisoft - Disney's Epic Mickey - Junction Point/Disney Interactive - Rage - id Software/Bethesda        |
| Mejor juego para consola | Mejor juego para portátiles |
| - Rage - id Software/Bethesda - Disney's Epic Mickey - Junction Point/Disney Interactive - Infamous 2 - Sucker Punch/SCE - Kirby's Epic Yarn - Good-Feel/Nintendo - Portal 2 - Valve                                                                       | - God of War: Ghost of Sparta - Ready at Dawn/Sony Santa Monica/SCEA - Ghost Trick - Capcom - Okamiden - Capcom - Super Scribblenauts - 5th Cell/WBIE - Valkyria Chronicles II - Sega                                                         |
| Mejor juego para PC | Mejor hardware |
| - Portal 2 - Valve - Civilization V - Firaxis/2K Games - Crysis 2 - Crytek/EA - Rage - id Software/Bethesda - Star Wars: The Old Republic - BioWare/LucasArts/EA                                                                                           | - Nintendo 3DS - Nintendo - Kinect - Microsoft - Move - SCE - Rock Band 3 Pro Guitars - Harmonix/MTV Games/Mad Catz - Rock Band 3 Keyboard - Harmonix/MTV Games/Mad Catz                                                                      |
| Mejor juego de acción | Mejor juego de acción y aventura |
| - Rage - id Software/Bethesda - Bulletstorm - People Can Fly/Epic Games/EA - Call of Duty: Black Ops - Treyarch/Activision - Gears of War 3 - Epic Games/Microsoft Studios - Halo: Reach - Bungie/Microsoft Studios                                        | - Portal 2 - Valve - Assassin's Creed: Brotherhood - Ubisoft Montreal/Ubisoft - Dead Space 2 - Visceral Games/EA - Disney's Epic Mickey - Junction Point/Disney Interactive - The Legend of Zelda: Skyward Sword - Nintendo EAD/Nintendo      |
| Mejor RPG | Mejor juego de carreras |
| - Star Wars: The Old Republic - BioWare/LucasArts/EA - Deus Ex: Human Revolution - Eidos Montréal/Square Enix - Fable III - Lionhead/Microsoft Studios - Fallout: New Vegas - Obsidian/Bethesda - The Witcher 2: Assassins of Kings - CD Projekt RED/Atari | - Need for Speed: Hot Pursuit - Criterion Games/EA - Gran Turismo 5 - Polyphony Digital/SCE - MotorStorm: Apolcalypse - Evolution Studios/SCE - Test Drive Unlimited 2 - Eden Games/Atari                                                     |
| Mejor juego de deportes | Mejor juego casual |
| - NBA Jam - EA Canada/EA - EA Sports MMA - EA Tiburon/EA - Madden NFL 11 - EA Tiburon/EA - NCAA Football 11 - EA Tiburon/EA - NHL 11 - EA Canada/EA | - Rock Band 3 - Harmonix/MTV Games/EA - Dance Central - Harmonix/MTV Games/Microsoft Studios - DJ Hero 2 - FreeStyleGames/Activision - Kinect Adventures! - Good Science/Microsoft Studios                                                    |
| Mejor juego de estrategia | Mejor juego multijugador en línea |
| - Civilization V - Firaxis/2K Games - Company of Heroes Online - Relic/THQ - End of Nations - Petroglyph Games/Trion Worlds - Shogun 2: Total War - Creative Assembly/Sega                                                                                 | - Assassin's Creed: Brotherhood - Ubisoft Montreal/Ubisoft - Gears of War 3 - Epic Games/Microsoft Studios - Halo: Reach - Bungie/Microsoft Studios - Medal of Honor - EA LA/EA DICE/EA - Star Wars: The Old Republic - BioWare/LucasArts/EA  |
| Mejor juego de lucha | Mejor juego de simulación de movimiento |
| - Marvel vs. Capcom 3: Fate of Two Worlds - Capcom - Mortal Kombat - NetherRealm/WBIE - WWE All Stars - THQ San Diego/THQ | - Dance Central - Harmonix/MTV Games/Microsoft Studios - Child of Eden - Q Entertainment/Ubisoft - SOCOM 4 - Zipper/SCE - The Legend of Zelda: Skyward Sword - Nintendo EAD/Nintendo - Your Shape: Fitness Evolved - Ubisoft Montreal/Ubisoft |
| Reconocimiento especial | |
| - Rage - por los gráficos | |

## E3 2011
| Ganadores y nominados | Ganadores y nominados |
| Lo mejor del evento | Mejor juego original |
| --- | --- |
| - BioShock Infinite - Irrational Games/2K Games - Batman: Arkham City - Rocksteady/WB Games - The Elder Scrolls V: Skyrim - BGS/Bethesda - Tomb Raider - Crystal Dynamics/Square Enix - Uncharted 3: Drake's Deception - Naughty Dog/SCEA            | - BioShock Infinite - Irrational Games/2K Games - Bastion - Supergiant Games/WB Games - From Dust - Ubisoft Montpellier/Ubisoft - Journey - Thatgamecompany/SCEA - Sound Shapes - Queasy Games/SCEA                                                                            |
| Mejor juego para consola | Mejor juego para móviles y portátiles |
| - The Elder Scrolls V: Skyrim - BGS/Bethesda - Batman: Arkham City - Rocksteady/WB Games - Mass Effect 3 - BioWare/EA - Tomb Raider - Crystal Dynamics/Square Enix - Uncharted 3: Drake's Deception - Naughty Dog/SCEA                               | - Sound Shapes - Queasy Games/SCEA - Contre Jour - Mokus/Chillingo/EA - Mario Kart 7 - Nintendo - Super Mario 3D Land - Nintendo EAD Tokyo/Nintendo - Uncharted: Golden Abyss - SCE Bend Studio/Naughty Dog/SCEA                                                               |
| Mejor juego para PC | Mejor hardware |
| - BioShock Infinite - Irrational Games/2K Games - Battlefield 3 - EA DICE/EA - End of Nations - Petroglyph Games/Trion Worlds - Star Wars: The Old Republic - BioWare/EA - Torchlight 2 - Runic Games/Perfect World                                  | - PlayStation Vita - SCE - Rocksmith - Ubisoft SF/Ubisoft - Sony 3D Display - SCE - Wii U - Nintendo - Zoom para Kinect - Nyko |
| Mejor juego de acción | Mejor juego de acción y aventura |
| - Battlefield 3 - EA DICE/EA - Call of Duty: Modern Warfare 3 - Infinity Ward/Sledgehammer Games/ATVI - Gears of War 3 - Epic Games/Microsoft Studios - Prey 2 - Human Head/Bethesda - Rage - id Software/Bethesda                                   | - BioShock Infinite - Irrational Games/2K Games - Assassin's Creed: Revelations - Ubisoft Montreal/Ubisoft - Batman: Arkham City - Rocksteady/WB Games - Tomb Raider - Crystal Dynamics/Square Enix - Uncharted 3: Drake's Deception - Naughty Dog/SCEA                        |
| Mejor RPG | Mejor juego de carreras |
| - The Elder Scrolls V: Skyrim - BGS/Bethesda - Dark Souls - From Software/Bandai Namco - Kingdoms of Amalur: Reckoning - Big Huge Games/38 Studios/EAP - Mass Effect 3 - BioWare/EA - Star Wars: The Old Republic - BioWare/EA                       | - Forza Motorsport 4 - Turn 10/Microsoft Studios - Driver: San Francisco - Ubisoft Reflections/Ubisoft - Mario Kart 7 - Nintendo - Need for Speed: The Run - EA Black Box/EA - Wipeout 2048 - Studio Liverpool/SCEE                                                            |
| Mejor juego de deportes | Mejor juego casual |
| - FIFA Soccer 12 - EA Canada/EA - Madden NFL 12 - EA Tiburon/EA - NBA 2K12 - Visual Concepts/2K Sports - SSX - EA Canada/EA - UFC Undisputed 3 - Yuke's/THQ                                                                                          | - Sound Shapes - Queasy Games/SCEA - Dance Central 2 - Harmonix/Microsoft Studios - Disneyland Adventures - Frontier Developments/Microsoft Studios - Rocksmith - Ubisoft SF/Ubisoft - Rhythm Heaven - TNX/Nintendo                                                            |
| Mejor juego de estrategia | Mejor juego multijugador en línea |
| - From Dust - Ubisoft Montpellier/Ubisoft - Age of Empires Online - Gas Powered/Microsoft Studios - End of Nations - Petroglyph Games/Trion Worlds - Skulls of the Shogun - Haunted Temple Studios - Trenched - Double Fine/Microsoft Studios        | - Battlefield 3 - EA DICE/EA - Call of Duty: Modern Warfare 3 - Infinity Ward/Sledgehammer Games/ATVI - Gears of War 3 - Epic Games/Microsoft Studios - Star Wars: The Old Republic - BioWare/EA - Uncharted 3: Drake's Deception - Naughty Dog/SCEA                           |
| Mejor juego de lucha | Mejor juego de simulación de movimiento |
| - Street Fighter X Tekken - Capcom - Skullgirls - Reverge Labs/Autumn Games - Street Fighter III: 3rd Strike Online Edition - Iron Galaxy/Capcom - Soulcalibur V - Namco/Bandai Namco - Tekken Tag Tournament 2 - Bandai Namco - WWE 12 - Yuke's/THQ | - The Legend of Zelda: Skyward Sword - Nintendo EAD/Nintendo - Dance Central 2 - Harmonix/Microsoft Studios - Fruit Ninja Kinect - Halfbrick/Microsoft Studios - Sesame Street: Once Upon a Monster - Double Fine/WB Games - The Gunstringer - Twisted Pixel/Microsoft Studios |
| Mejor juego descargable | |
| - Bastion - Supergiant Games/WB Games - From Dust - Ubisoft Montpellier/Ubisoft - Insanely Twisted Shadow Planet - Fuelcell Games/Microsoft Studios - Journey - Thatgamecompany/SCEA - Papo & Yo - Minority/SCEA                                     | |

## E3 2012
| Ganadores y nominados | Ganadores y nominados |
| Lo mejor del evento | Mejor juego original |
| --- | --- |

The Last of Us, declarado como lo mejor de la E3 2012.

| - The Last of Us - Naughty Dog/SCEA - Assassin's Creed III - Ubisoft Montreal/Ubisoft - Dishonored - Arkane/Bethesda - Halo 4 - 343/Microsoft Studios - Tomb Raider - Crystal Dynamics/Square Enix                                        | - The Last of Us - Naughty Dog/SCEA - Beyond: Two Souls - Quantic Dream/SCEE - Dishonored - Arkane/Bethesda - Quantum Conundrum - Airtight Games/Square Enix - Watch Dogs - Unfinished Swan/SCEA |
| Mejor juego para consola | Mejor juego para móviles y portátiles |
| - The Last of Us - Naughty Dog/SCEA - Assassin's Creed III - Ubisoft Montreal/Ubisoft - Dishonored - Arkane/Bethesda - Halo 4 - 343/Microsoft Studios - Tomb Raider - Crystal Dynamics/Square Enix                                        | - Sound Shapes - Queasy Games/SCEA - Assassin's Creed III: Liberation - Ubisoft Sofia/Ubisoft - Epic Mickey: Power of Illusion - Dreamrift/Disney Interactive - Infinity Blade Dungeons - Epic Games - Luigi's Mansion: Dark Moon - Next Level/Nintendo - New Super Mario Bros. 2 - Nintendo EAD/Nintendo |
| Mejor juego para PC | Mejor hardware |
| - XCOM: Enemy Unknown - Firaxis Games/2K Games - Company of Heroes 2 - Relic/THQ - Hawken - Adhesive Games/Meteor Entertainment - PlanetSide 2 - SOE - SimCity - Maxis/EA                                                                 | - Wii U - Nintendo - Astro A50 Wireless Gaming Headset - Astro - Rift VR Headset - Palmer Luckey/John Carmack/id Software - Wonderbook: Books of Spells - London Studio/SCEE - Skylanders: Giants Figures - Toys for Bob/Activision                                                                       |
| Mejor juego de acción | Mejor juego de acción y aventura |
| - Halo 4 - 343/Microsoft Studios - Borderlands 2 - Gearbox/2K Games - Call of Duty: Black Ops II - Treyarch/Activision - Crysis 3 - Crytek/EA - Metal Gear Rising: Revengeance - PlatinumGames/Kojima Productions/Konami                  | - The Last of Us - Naughty Dog/SCEA - Assassin's Creed III: Liberation - Ubisoft Sofia/Ubisoft - Beyond: Two Souls - Quantic Dream/SCEE - Dishonored - Arkane/Bethesda - Tomb Raider - Crystal Dynamics/Square Enix                                                                                       |
| Mejor RPG | Mejor juego de carreras |
| - South Park: The Stick of Truth - Obsidian/THQ - Kingdom Hearts 3D: Dream Drop Distance - Square Enix - Ni no Kuni - Level-5/Bandai Namco - Persona 4 Golden - Atlus - The Elder Scrolls V: Skyrim – Dawnguard - BGS/Bethesda            | - Need for Speed: Most Wanted - Criterion Games/EA - F1 2012 - Codemasters - Forza Horizon - Playground Games/Turn 10/Microsoft Studios - LittleBigPlanet Karting - United Front Games/Media Molecule/SCEA - Sonic & All-Stars Racing Transformed - Sumo/Sega                                             |
| Mejor juego de deportes | Mejor juego casual |
| - FIFA Soccer 13 - EA Canada/EA - Madden NFL 13 - EA Tiburon/EA - NBA 2K13 - Visual Concepts/2K Sports - NHL 13 - EA Canada/EA - Pro Evolution Soccer 2013 - PES Productions/Konami                                                       | - Dance Central 3 - Harmonix/Microsoft Studios - Game & Wario - Intelligent Systems/Nintendo - LEGO Batman 2: DC Super Heroes - TT Games/WBIE - Nintendo Land - Nintendo - Rock Band Blitz - Harmonix |
| Mejor juego de estrategia | Mejor juego multijugador en línea |
| - XCOM: Enemy Unknown - Firaxis Games/2K Games - Company of Heroes 2 - Relic/THQ - End of Nations - Petroglyph Games/Trion Worlds - SimCity - Maxis/EA - Pikmin 3 - Nintendo EAD/Nintendo                                                 | - Halo 4 - 343/Microsoft Studios - Borderlands 2 - Gearbox/2K Games - Call of Duty: Black Ops II - Treyarch/Activision - Need for Speed: Most Wanted - Criterion Games/EA - PlanetSide 2 - SOE |
| Mejor juego de lucha | Mejor juego de simulación de movimiento |
| - Injustice: Gods Among Us - NetherRealm Studios/WBIE - Dead or Alive 5 - Team Ninja/Tecmo Koei - Persona 4 Arena - Arc System Works/Atlus - PlayStation All-Stars Battle Royale - SuperBot/SCEA - Tekken Tag Tournament 2 - Bandai Namco | - Dance Central 3 - Harmonix/Microsoft Studios - Fable: The Journey - Lionhead/Microsoft Studios - Game & Wario - Intelligent Systems/Nintendo - Just Dance 4 - Ubisoft Paris/Ubisoft - Wii Fit U - Nintendo - Wonderbook: Books of Spells - London Studio/SCEE                                           |
| Mejor juego descargable | Reconocimientos especiales |
| - The Unfinished Swan - Giant Sparrow/SCEA - Hell Yeah! Wrath of the Dead Rabbit - Arkedo Studio/Sega - Quantum Conundrum - Airtight Games/Square Enix - Retro City Rampage - VBlank Entertainment - The Cave - Double Fine/Sega          | - The Last of Us - por el sonido - Star Wars 1313 - por los gráficos - Watch Dogs - por los gráficos y la innovación |

## E3 2013
| Ganadores y nominados | Ganadores y nominados |
| Lo mejor del evento | Mejor juego original |
| --- | --- |

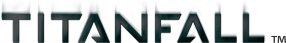
Titanfall, declarado como lo mejor de la E3 2013.

| - Titanfall - Respawn/EA - Destiny - Bungie/Activision - Oculus Rift HD - Oculus VR - PlayStation 4 - SCE - Watch Dogs - Ubisoft Montreal/Ubisoft                                                                                       | - Titanfall - Respawn/EA - Destiny - Bungie/Activision - Fantasia: Music Evolved - Harmonix/Disney Interactive - Rain - SCE Japan Studio/SCE - Watch Dogs - Ubisoft Montreal/Ubisoft |
| Mejor juego para consola | Mejor juego para móviles y portátiles |
| - Titanfall - Respawn/EA - Batman: Arkham Knight - WBIE Montreal/WBIE - Beyond: Two Souls - Quantic Dream/SCE - Destiny - Bungie/Activision - Infamous: Second Son - Sucker Punch/SCE - Watch Dogs - Ubisoft Montreal/Ubisoft           | - Tearaway - Media Molecule/SCE - Batman: Arkham Origins Blackgate - Armature Studio/WBIE - Phoenix Wright: Ace Attorney - Dual Destinies - Capcom - Plants vs. Zombies 2 - PopCap/EA - The Legend of Zelda: A Link Between Worlds - Nintendo EAD/Nintendo                                              |
| Mejor juego para PC | Mejor hardware |
| - Titanfall - Respawn/EA - Battlefield 4 - EA DICE/EA - Company of Heroes 2 - Relic/Sega - The Elder Scrolls Online - Zenimax Online/Bethesda - Total War: Rome II - Creative Assembly/Sega                                             | - Oculus Rift - Oculus VR - PlayStation 4 - SCE - Blade - Razr - SHIELD - Nvidia - Xbox One - Microsoft |
| Mejor juego de acción | Mejor juego de acción y aventura |
| - Titanfall - Respawn/EA - Battlefield 4 - EA DICE/EA - Call of Duty: Ghosts - Infinity Ward/Activision - Destiny - Bungie/Activision - Killzone: Shadow Fall - Guerrilla Games/SCE                                                     | - Watch Dogs - Ubisoft Montreal/Ubisoft - Assassin's Creed IV: Black Flag - Ubisoft Montreal/Ubisoft - Batman: Arkham Knight - WBIE Montreal/WBIE - Bayonetta 2 - PlatinumGames/Nintendo - Infamous: Second Son - Sucker Punch/SCE                                                                      |
| Mejor RPG | Mejor juego de carreras |
| - The Elder Scrolls Online - Zenimax Online/Bethesda - Dark Souls II - From Software/Bandai Namco - Mario & Luigi: Dream Team - AlphaDream/Nintendo - Shin Megami Tensei IV - Atlus - South Park: The Stick of Truth - Obsidian/Ubisoft | - Need for Speed: Rivals - Ghost Games/EA - Forza Motorsport 5 - Turn 10/Microsoft Studios - Gran Turismo 6 - Polyphony Digital/SCE - Mario Kart 8 - Nintendo EAD/Nintendo - The Crew - Ivory Tower/Reflections/Ubisoft                                                                                 |
| Mejor juego de deportes | Mejor juego casual |
| - NHL 14 - EA Canada/EA - FIFA 14 - EA Canada/EA - Madden NFL 25 - EA Tiburon/EA - Pro Evolution Soccer 2014 - PES Productions/Konami                                                                                                   | - Fantasia: Music Evolved - Harmonix/Disney Interactive - Disney Infinity - Avalanche Software/Disney Interactive - LEGO Marvel Super Heroes - TT Games/WBIE - Plants vs. Zombies 2 - PopCap/EA - Skylanders: Swap Force - Vicarious Visions/Activision - Project Spark - Team Daokta/Microsoft Studios |
| Mejor juego de estrategia | Mejor juego multijugador en línea |
| - Total War: Rome II - Creative Assembly/Sega - Command and Conquer - Victory Games/EA - Company of Heroes 2 - Relic/Sega - Pikmin 3 - Nintendo EAD/Nintendo                                                                            | - Titanfall - Respawn/EA - Battlefield 4 - EA DICE/EA - Destiny - Bungie/Activision - The Elder Scrolls Online - Zenimax Online/Bethesda - Watch Dogs - Ubisoft Montreal/Ubisoft |
| Mejor juego descargable | |
| - Transistor - Supergiant Games - Contrast - Compulsion Games - Octodad: Dadliest Catch - Young Horses Inc. - Outlast - Red Barrels - Rain - SCE Japan Studio/SCE                                                                       | |

## E3 2014
| Ganadores y nominados | Ganadores y nominados |
| Lo mejor del evento | Mejor juego original |
| --- | --- |
| - Evolve - Turtle Rock/2K Games - Alien: Isolation - Creative Assembly/Sega - Batman: Arkham Knight - Rocksteady/WBIE - La Tierra Media: Sombras de Mordor - Monolith/WBIE - No Man's Sky - Hello Games - Rainbow Six Siege - Ubisoft Montreal/Ubisoft | - No Man's Sky - Hello Games - Destiny - Bungie/Activision - Evolve - Turtle Rock/2K Games - Splatoon - Nintendo EAD/Nintendo - Sunset Overdrive - Insomniac/Microsoft Studios                                                                                                 |
| Mejor juego para consola | Mejor juego para móviles y portátiles |
| - Evolve - Turtle Rock/2K Games - Alien: Isolation - Creative Assembly/Sega - Batman: Arkham Knight - Rocksteady/WBIE - Destiny - Bungie/Activision - La Tierra Media: Sombras de Mordor - Monolith/WBIE                                               | - Super Smash Bros. for Nintendo 3DS - Sora/Bandai Namco/Nintendo - Murasaki Baby - Ovosonico/SCE - Persona Q: Shadow of the Labyrinth - Atlus - Theatrhythm Final Fantasy: Curtain Call - Square Enix                                                                         |
| Mejor juego para PC | Mejor hardware |
| - Rainbow Six Siege - Ubisoft Montreal/Ubisoft - Civilization: Beyond Earth - Firaxis/2K Games - Dragon Age: Inquisition - BioWare/EA - Evolve - Turtle Rock/2K Games - Far Cry 4 - Ubisoft Montreal/Ubisoft                                           | - Oculus Rift - Oculus VR - Alienware Alpha - Alienware - PlayStation TV - SCE - Project Morpheus - SCE |
| Mejor juego de acción | Mejor juego de acción y aventura |
| - Evolve - Turtle Rock/2K Games - Call of Duty: Advanced Warfare - Sledgehammer Games/Activision - Destiny - Bungie/Activision - Far Cry 4 - Ubisoft Montreal/Ubisoft - Rainbow Six Siege - Ubisoft Montreal/Ubisoft                                   | - Batman: Arkham Knight - Rocksteady/WBIE - Alien: Isolation - Creative Assembly/Sega - Assassin's Creed: Unity - Ubisoft Montreal/Ubisoft - Sunset Overdrive - Insomniac/Microsoft Studios - The Order: 1886 - Ready at Dawn/SCE                                              |
| Mejor RPG | Mejor juego de lucha |
| - Dragon Age: Inquisition - BioWare/EA - Bloodborne - From Software/SCE - Fable Legends - Lionhead/Microsoft Studios - La Tierra Media: Sombras de Mordor - Monolith/WBIE - Persona Q: Shadow of the Labyrinth - Atlus                                 | - Super Smash Bros. for Wii U - Sora/Bandai Namco/Nintendo - Guilty Gear Xrd - Arc System Works/Aksys Games - Killer Instinct Season 2 - Iron Galaxy Studios/Microsoft Studios - Mortal Kombat X - NetherRealm Studios/WBIE - Persona 4 Arena Ultimax - Arc System Works/Atlus |
| Mejor juego de carreras | Mejor juego de deportes |
| - The Crew - Ivory Tower/Reflections/Ubisoft - Driveclub - Evolution/SCE - Forza Horizon 2 - Playground Games/Microsoft Studios | - NHL 15 - EA Canada/EA - FIFA 15 - EA Canada/EA - Madden NFL 15 - EA Tiburon/EA |
| Mejor juego de estrategia | Mejor juego familiar |
| - Civilization: Beyond Earth - Firaxis/2K Games - Grey Goo - Petroglyph/Grey Box | - Mario Maker - Nintendo EAD/Nintendo - Disney Infinity 2.0: Marvel Super Heroes - Avalanche Software/Disney Interactive - Fantasia: Music Evolved - Harmonix/Disney Interactive - LEGO Batman 3: Beyond Gotham - TT Games/WBIE - Yoshi's Woolly World - Good-Feel/Nintendo    |
| Mejor juego independiente | Mejor juego multijugador en línea |
| - No Man's Sky - Hello Games - Axiom Verge - Tom Happ - Below - Capy Games - CounterSpy - Dynamighty - Ori and the Blind Forest - Moon Studios | - Evolve - Turtle Rock/2K Games - Battlefield Hardline - Visceral/EA - Destiny - Bungie/Activision - Splatoon - Nintendo EAD/Nintendo - Rainbow Six Siege - Ubisoft Montreal/Ubisoft                                                                                           |
| Reconocimientos especiales | |
| - No Man's Sky - por la innovación | |

## E3 2015
| Ganadores y nominados | Ganadores y nominados |
| Lo mejor del evento | Mejor juego original |
| --- | --- |

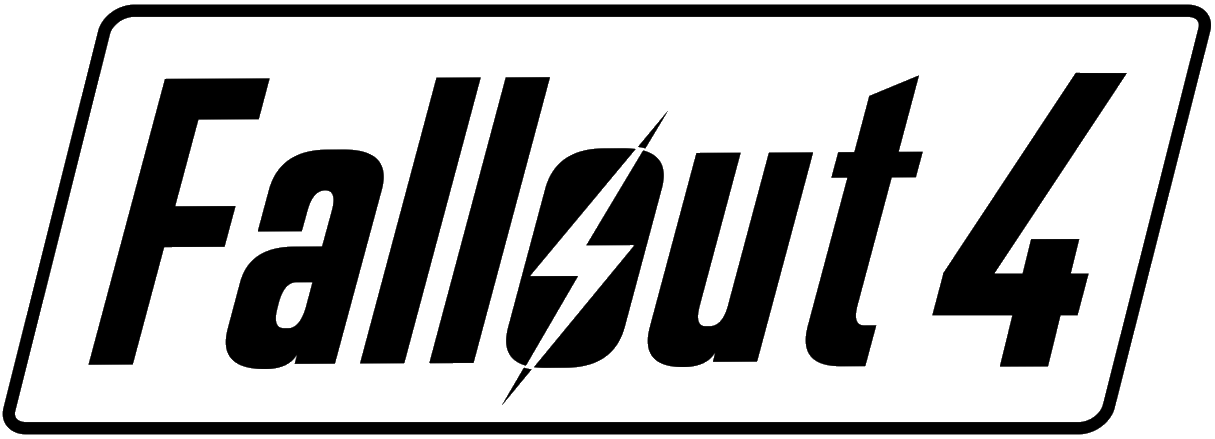
Fallout 4, declarado como lo mejor de la E3 2015.

| - Fallout 4 - Bethesda Game Studios/Bethesda - Horizon Zero Dawn - Guerrilla Games/SCE - Oculus Touch - Oculus VR - Star Wars Battlefront - EA DICE/EA - Uncharted 4: A Thief's End - Naughty Dog/SCE                                                                | - Horizon Zero Dawn - Guerrilla Games/SCE - Abzu - Giant Squid/505 Games - Cuphead - StudioMDHR - The Last Guardian - genDESIGN/SCE - Unravel - Coldwood Interactive/EA                                                                                                  |
| Mejor juego para consola | Mejor juego para móviles y portátiles |
| - Uncharted 4: A Thief's End - Naughty Dog/SCE - Fallout 4 - Bethesda Game Studios/Bethesda - Horizon Zero Dawn - Guerrilla Games/SCE - Star Wars Battlefront - EA DICE/EA - Super Mario Maker - Nintendo                                                            | - The Legend of Zelda: Tri Force Heroes - Nintendo - Fallout Shelter - Bethesda Game Studios/Bethesda - Mario & Luigi: Paper Jam - AlphaDream/Nintendo - Persona 4 Dancing All Night - Atlus                                                                             |
| Mejor juego para PC | Mejor hardware |
| - Fallout 4 - Bethesda Game Studios/Bethesda - Doom - id Software/Bethesda - Just Cause 3 - Avalanche Studios/Square Enix - Star Wars Battlefront - EA DICE/EA - Rainbow Six Siege - Ubisoft Montreal/Ubisoft                                                        | - Oculus Touch - Oculus VR - Microsoft HoloLens - Microsoft - Oculus Rift - Oculus VR - Project Morpheus - SCE - Xbox Elite Wireless Controller - Microsoft |
| Mejor juego de acción | Mejor juego de acción y aventura |
| - Star Wars Battlefront - EA DICE/EA - Doom - id Software/Bethesda - Halo 5: Guardians - 343/Microsoft Studios - Just Cause 3 - Avalanche Studios/Square Enix - Rainbow Six Siege - Ubisoft Montreal/Ubisoft                                                         | - Uncharted 4: A Thief's End - Naughty Dog/SCE - Horizon Zero Dawn - Guerrilla Games/SCE - Metal Gear Solid V: The Phantom Pain - Kojima Productions/Konami - Rise of the Tomb Raider - Crystal Dynamics/Microsoft Studios - The Last Guardian - genDESIGN/SCE Japan/SCE |
| Mejor RPG | Mejor juego de carreras |
| - Fallout 4 - Bethesda Game Studios/Bethesda - Dark Souls III - From Software/Bandai Namco - Fire Emblem Fates - Intelligent Systems/Nintendo - Mario & Luigi: Paper Jam - AlphaDream/Nintendo - Sword Coast Legends - n-Space/Digital Extremes/Wizards of the Coast | - Need for Speed - Ghost Games/EA - Forza Motorsport 6 - Turn 10/Microsoft Studios - TrackMania Turbo - Nadeo/Ubisoft |
| Mejor juego de deportes | Mejor juego familiar |
| - FIFA 16 - EA Canada/EA - NHL 16 - EA Canada/EA - Madden NFL 16 - EA Tiburon/EA - Pro Evolution Soccer 2016 - PES Productions/Konami - Rory McIlroy PGA Tour - EA Tiburon/EA                                                                                        | - Super Mario Maker - Nintendo - Disney Infinity 3.0 - Avalanche Software/Disney Interactive - Guitar Hero Live - FreeStyleGames/Activision - LEGO Dimensions - TT Games/WBIE - Rock Band 4 - Harmonix                                                                   |
| Mejor juego independiente | Mejor juego multijugador en línea |
| - No Man's Sky - Hello Games - Abzu - Giant Squid/505 Games - Below - Capy Games - Cuphead - Studio MDHR - Wattam - Funomena | - Star Wars Battlefront - EA DICE/EA - Call of Duty: Black Ops III - Treyarch/Activision - Halo 5: Guardians - 343/Microsoft Studios - Rainbow Six Siege - Ubisoft Montreal/Ubisoft - The Division - Massive/Ubisoft                                                     |
| Reconocimientos especiales | |
| - Uncharted 4: A Thief's End - por los gráficos | |

## E3 2016
| Ganadores y nominados | Ganadores y nominados |
| Lo mejor del evento | Mejor juego original |
| --- | --- |

The Legend of Zelda: Breath of the Wild, declarado como lo mejor de la E3 2016.

| - The Legend of Zelda: Breath of the Wild - Nintendo - Battlefield 1 - EA DICE/EA - Dishonored 2 - Arkane/Bethesda - Horizon Zero Dawn - Guerrilla Games/SIE - Sea of Thieves - Rare/Microsoft Studios - Titanfall 2 - Respawn/EA | - Horizon Zero Dawn - Guerrilla Games/SIE - Abzu - Giant Squid/505 Games - Detroit: Become Human - Quantic Dream/SIE - Sea of Thieves - Rare/Microsoft - We Happy Few - Compulsion Games                |
| Mejor juego para consola | Mejor juego de realidad virtual/aumentada |
| - The Legend of Zelda: Breath of the Wild - Nintendo - Battlefield 1 - EA DICE/EA - Dishonored 2 - Arkane/Bethesda - Horizon Zero Dawn - Guerrilla Games/SIE - The Last Guardian - genDESIGN/SIE                                  | - Batman: Arkham VR - Rocksteady/WBIE - Resident Evil 7 - Capcom - Star Trek: Bridge Crew - Red Storm/Ubisoft - The Unspoken - Insomniac/Oculus Studios - Wilson's Heart - Twisted Pixel/Oculus Studios |
| Mejor juego para PC | Mejor hardware |
| - Civilization VI - Firaxis/2K Games - Battlefield 1 - EA DICE/EA - Dishonored 2 - Arkane/Bethesda - Gwent: The Witcher Card Game - CD Projekt RED - Warhammer 40.000: Dawn of War III - Relic/Sega                               | - PlayStation VR - SIE - Oculus Touch - Oculus VR - Xbox One S - Microsoft |
| Mejor juego de acción | Mejor juego de acción y aventura |
| - Battlefield 1 - EA DICE/EA - Call of Duty: Infinite Warfare - Infinity Ward/Activision - Gears of War 4 - The Coalition/Microsoft Studios - LawBreakers - Boss Key/Nexon - Titanfall 2 - Respawn/EA                             | - The Legend of Zelda: Breath of the Wild - Nintendo - Dishonored 2 - Arkane/Bethesda - Horizon Zero Dawn - Guerrilla Games/SIE - Mafia III - Hangar 13/2K Games - The Last Guardian - genDESIGN/SIE    |
| Mejor RPG | Mejor juego de carreras |
| - Final Fantasy XV - Square Enix - Deus Ex: Mankind Divided - Eidos Montréal/Square Enix - South Park: The Fractured But Whole - Ubisoft SF/South Park Digital Studios/Ubisoft - Tyrrany - Obsidian/Paradox - Persona 5 - Atlus   | - Forza Horizon 3 - Playground Games/Turn 10/Microsoft Studios - F1 2016 - Codemasters - Gran Turismo Sport - Polyphony Digital/SIE                                                                     |
| Mejor juego de deportes | Mejor juego de estrategia |
| - Steep - Ubisoft Annecy/Ubisoft - FIFA 17 - EA Canada/EA - Madden NFL 17 - EA Tiburon/EA - Pro Evolution Soccer 2017 - PES Productions/Konami                                                                                    | - Civilization VI - Firaxis/2K Games - Gwent: The Witcher Card Game - CD Projekt RED - Halo Wars 2 - Creative Assembly/343/Microsoft Studios - Warhammer 40.000: Dawn of War III - Relic/Sega           |
| Mejor juego familiar | Mejor juego multijugador en línea |
| - Skylanders: Imaginators - Toys for Bob/Activision - LEGO Dimensions - TT Games/WBIE - LEGO Star Wars: The Force Awakens - TT Games/WBIE                                                                                         | - Titanfall 2 - Respawn/EA - Absolver - Sloclap/Devolver - Battlefield 1 - EA DICE/EA - LawBreakers - Boss Key/Nexon - Sea of Thieves - Rare/Microsoft                                                  |
| Mejor juego independiente | Mejor juego de lucha |
| - Inside - Playdead - Absolver - Sloclap/Devolver - Abzu - Giant Squid/505 Games - Cuphead - Studio MDHR - We Happy Few - Compulsion Games                                                                                        | - Injustice 2 - NetherRealm/WBIE - Absolver - Sloclap/Devolver - Tekken 7 - Bandai Namco - The King of Fighters XIV - SNK/Atlus                                                                         |
| Reconocimientos especiales | |
| - God of War - por los gráficos | |

## E3 2017
La fecha de entrega de los premios fue el 28 de junio de 2017, días después de finalizada la E3 2017. Destacaron Mario + Rabbids Kingdom Battle, La Tierra Media: Sombras de guerra y Wolfenstein II: The New Colossus con cuatro nominaciones cada uno, aunque el mayor ganador fue el personaje de Mario, gracias a los tres premios recibidos por Super Mario Odyssey y los otros dos de Mario + Rabbids Kingdom Battle. Entre las productoras, Ubisoft contó con 14 nominaciones, muy por encima de Sony con siete o Bethesda con seis. Nintendo ganó cuatro de los cinco premios a los que estaba nominado, siendo estos los tres de Super Mario Odyssey y el de Metroid: Samus Returns, tan solo perdiendo en la competencia de mejor juego de lucha.
| Ganadores y nominados | Ganadores y nominados |
| Lo mejor del evento | Mejor juego original |
| --- | --- |
| - Super Mario Odyssey - Nintendo - Assassin's Creed: Origins - Ubisoft Montreal/Ubisoft - Mario + Rabbids Kingdom Battle - Ubisoft Paris/Ubisoft Milan/Ubisoft - La Tierra Media: Sombras de guerra - Monolith/WBIE - Wolfenstein II: The New Colossus - MachineGames/Bethesda | - Mario + Rabbids Kingdom Battle - Ubisoft Paris/Ubisoft Milan/Ubisoft - Detroit: Become Human - Quantic Dream/SIE - Dragon Ball FighterZ - Arc System Works/Bandai Namco - Sea of Thieves - Rare/Microsoft - Skull & Bones - Ubisoft Singapore/Ubisoft             |
| Mejor juego para consola | Mejor juego de realidad virtual/aumentada |
| - Super Mario Odyssey - Nintendo - Assassin's Creed: Origins - Ubisoft Montreal/Ubisoft - Mario + Rabbids Kingdom Battle - Ubisoft Paris/Ubisoft Milan/Ubisoft - La Tierra Media: Sombras de guerra - Monolith/WBIE - Wolfenstein II: The New Colossus - MachineGames/Bethesda | - Lone Echo - Ready at Dawn/Oculus Studios - Doom VFR - id Software/Bethesda - Fallout 4 VR - Bethesda Game Studios/Bethesda - Moss - Polyarc - Transference - SpectreVision/Ubisoft                                                                                |
| Mejor juego para PC | Mejor hardware |
| - Destiny 2 - Bungie/Activision - La Tierra Media: Sombras de guerra - Monolith/WBIE - Mount & Blade II: Bannerlords - TaleWorlds Entertainment - Total War: Warhammer II - Creative Assembly/Sega - Wolfenstein II: The New Colossus - MachineGames/Bethesda | - Xbox One X - Microsoft - Astro A10 Gaming Headset - Astro - DisplayLink XR - DisplayLink - Razer Thresher Ultimate - Razer - Logitech PowerPlay Mat - Logitech |
| Mejor juego de acción | Mejor juego de acción y aventura |
| - Wolfenstein II: The New Colossus - MachineGames/Bethesda - Call of Duty: WWII - Sledgehammer Games/Activision - Destiny 2 - Bungie/Activision - Far Cry 5 - Ubisoft Montreal/Ubisoft - Star Wars Battlefront II - EA DICE/Motive/Criterion/EA | - Super Mario Odyssey - Nintendo - Assassin's Creed: Origins - Ubisoft Montreal/Ubisoft - Detroit: Become Human - Quantic Dream/SIE - Days Gone - SIE Bend Studio/SIE - La Tierra Media: Sombras de guerra - Monolith/WBIE                                          |
| Mejor RPG | Mejor juego de carreras |
| - Ni no Kuni II: El renacer de un reino - Level 5/Bandai Namco - Battle Chasers: Nightwar - Airship Syndicate/THQ Nordic - Kingdom Come: Deliverance - Warhorse Studios/Deep Silver - Mount & Blade 2: Bannerlords - TaleWorlds Entertainment - South Park: The Fractured But Whole - Ubisoft SF/South Park Digital Studios/Ubisoft - Vampyr - Dotnod Entertainment/Focus Home Interactive | - Forza Motorsport 7 - Turn 10/Microsoft Studios - Gran Turismo Sport - Polyphony Digital/SIE - Need for Speed Payback - Ghost Games/EA - Project CARS 2 - Slightly Mad Studios/Bandai Namco - The Crew 2 - Ivory Tower/Ubisoft Reflections/Ubisoft                 |
| Mejor juego de deportes | Mejor juego de estrategia |
| - FIFA 18 - EA Vancouver/EA - Madden NFL 18 - EA Tiburon/EA - Pro Evolution Soccer 2018 - PES Productions/Konami | - Mario + Rabbids Kingdom Battle - Ubisoft Paris/Ubisoft Milan/Ubisoft - BattleTech - Harebrained Schemes/Paradox Interactive - Frostpunk - 11 bit studios - Total War: Arena - Creative Assembly/Sega/Wargaming - Total War: Warhammer II - Creative Assembly/Sega |
| Mejor juego familiar | Mejor juego multijugador en línea |
| - Intenciones Ocultas - Supermassive Games/SIE - DropMix - Harmonix/Hasbro - Just Dance 2018 - Ubisoft - LEGO Marvel Super Heroes 2 - TT Games/WBIE - That's You! - Wish Studios/SIE | - Star Wars Battlefront II - EA DICE/Motive/Criterion/EA - Call of Duty: WWII - Sledgehammer Games/Activision - Destiny 2 - Bungie/Activision - Sea of Thieves - Rare/Microsoft - Skull & Bones - Ubisoft Singapore/Ubisoft                                         |
| Mejor juego independiente | Mejor juego de lucha |
| - The Artful Escape - Beethoven & Dinosaur/Annapurna - Ashen - Aurora 44/Annapurna - Bloodstained: Ritual of the Night - Inti Creates/505 Games - Donut County - Ben Esposito/Annapurna - Laser League - Roll7/505 Games | - Dragon Ball FighterZ - Arc System Works/Bandai Namco - Arms - Nintendo - Marvel vs. Capcom: Infinite - Capcom - Pokken Tournament DX - Bandai Namco Studios/The Pokémon Co.                                                                                       |
| Mejor juego para móviles y portátiles | |
| - Metroid: Samus Returns - MercurySteam/Nintendo - Durango - What Studio/Nexon - Intenciones Ocultas - Supermassive Games/SIE - King's Knight: Wrath of the Dark Dragon - Square Enix | |

## E3 2018
Los ganadores se dieron a conocer el 2 de julio de 2018. El videojuego con más nominaciones fue Anthem con cinco en total, seguido por Sekiro: Shadows Die Twice con cuatro. Mientras, Ubisoft llegaba a las once nominaciones, una más que las que obtendrían Electronic Arts y Sony Interactive Entertainment.
| Ganadores y nominados | Ganadores y nominados |
| Lo mejor del evento | Mejor juego original |
| --- | --- |
| - Resident Evil 2 - Capcom - Anthem - BioWare/EA - Sekiro: Shadows Die Twice - From Software/Activision - Spider-Man - Insomniac Games/SIE - Super Smash Bros. Ultimate - Bandai Namco Studios/Sora Ltd./Nintendo                                                                | - Dreams - Media Molecule/SIE - Anthem - BioWare/EA - Days Gone - SIE Bend Studio/SIE - Sekiro: Shadows Die Twice - From Software/Activision - Skull & Bones - Ubisoft Singapore/Ubisoft                                                                                           |
| Mejor juego para consola | Mejor juego de realidad virtual/aumentada |
| - Spider-Man - Insomniac Games/SIE - Assassin's Creed: Odyssey - Ubisoft Quebec/Ubisoft - Dreams - Media Molecule/SIE - Resident Evil 2 - Capcom - Sekiro: Shadows Die Twice - From Software/Activision - Super Smash Bros. Ultimate - Bandai Namco Studios/Sora Ltd./Nintendo   | - Tetris Effect - Resonair/Enhance Inc - Astro Bot: Rescue Mission - SIE Japan Studio/SIE - Déraciné - From Software/SIE Japan Studio/SIE - Echo Combat - Ready at Dawn/Oculus Studios - Trover Saves the Universe - Squanch Games                                                 |
| Mejor juego para PC | Mejor hardware |
| - Anthem - BioWare/EA - Battlefield V - EA DICE/EA - Metro Exodus - 4A Games/Deep Silver - Rage 2 - Avalanche/id Software/Bethesda - Total War: Three Kingdoms - Creative Assembly/Sega                                                                                          | - Xbox Adaptive Controller - Microsoft - NEO GEO Mini - SNK - Poké Ball Plus - Nintendo - Starlink: Battle for Atlas - Ubisoft Toronto/Ubisoft - Vantage Controller para PS4 - SCUF Gaming                                                                                         |
| Mejor juego de acción | Mejor juego de acción y aventura |
| - Anthem - BioWare/EA - Battlefield V - EA DICE/EA - Call of Duty: Black Ops 4 - Treyarch/Activision - Metro Exodus - 4A Games/Deep Silver - Rage 2 - Avalanche/id Software/Bethesda                                                                                             | - Spider-Man - Insomniac Games/SIE - Assassin's Creed: Odyssey - Ubisoft Quebec/Ubisoft - Resident Evil 2 - Capcom - Sekiro: Shadows Die Twice - From Software/Activision - Shadow of the Tomb Raider - Eidos Montréal/Square Enix - The Division 2 - Massive Entetainment/Ubisoft |
| Mejor RPG | Mejor juego de carreras |
| - Kingdom Hearts III - Square Enix - Divinity: Original Sin II - Larian Studios/Bandai Namco - Dragon Quest XI: Ecos de un pasado perdido - Square Enix - Octopath Traveler - Square Enix/Acquire/Nintendo - Pokémon Let's Go, Pikachu! y Let's Go, Eevee! - Game Freak/Nintendo | - Forza Horizon 4 - Playground Games/Turn 10/Microsoft Studios - F1 2018 - Codemasters - Team Sonic Racing - Sumo Digital/Sega - The Crew 2 - Ivory Tower/Ubisoft - Trials Rising - RedLynx/Ubisoft                                                                                |
| Mejor juego de deportes | Mejor juego de estrategia |
| - FIFA 19 - EA Vancouver/EA - Mario Tennis Aces - Camelot Software Planning/Nintendo - Pro Evolution Soccer 2019 - PES Productions/Konami | - Total War: Three Kingdoms - Creative Assembly/Sega - Mutant Year Zero: Road to Eden - The Bearded Ladies/Funcom - Two Point Hospital - Two Point Studios/Sega - Wargroove - Chucklefish                                                                                          |
| Mejor juego familiar | Mejor juego multijugador en línea |
| - Overcooked 2 - Ghost Town Games/Team17 - Dreams - Media Molecule/SIE - Lego DC Super-Villains - Traveller's Tales/WBIE - Pokémon Let's Go, Pikachu! y Let's Go, Eevee! - Game Freak/Nintendo - Mario Tennis Aces - Camelot Software Planning/Nintendo                          | - Battlefield V - EA DICE/EA - Anthem - BioWare/EA - Call of Duty: Black Ops 4 - Treyarch/Activision - Destiny 2: Forsaken - Bungie/Activision - Skull & Bones - Ubisoft Singapore/Ubisoft - The Division 2 - Massive Entetainment/Ubisoft                                         |
| Mejor juego independiente | Mejor juego como servicio |
| - Ori and the Will of the Wisps - Moon Studios/Microsoft - Outer Wilds - Mobius Digital/Annapurna - Overcooked 2 - Ghost Town Games/Team17 - Sable - Shedworks/Raw Fury - Tunic - Andrew Shouldice/Finji                                                                         | - Fortnite - Epic Games - Destiny 2: Forsaken - Bungie/Activision - For Honor - Ubisoft Montreal/Ubisoft - PlayerUnknown's Battlegrounds - PUBG Corp - Rainbow Six: Siege - Ubisoft Montreal/Ubisoft                                                                               |
| Reconocimientos especiales | |
| - The Last of Us Part II - al logro gráfico y al sonido - Cyberpunk 2077 - al logro gráfico y a la innovación - Ghost of Tsushima - al logro gráfico | |

## E3 2019

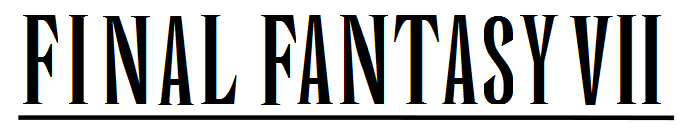
Final Fantasy VII Remake, declarado como lo mejor de la E3 2019.

Los ganadores se dieron a conocer el 27 de junio de 2019. Entre los títulos con más nominaciones, se encontraba The Outer Worlds con un total de cuatro, seguido de videojuegos como Control, Luigi's Mansion 3 o Wolfenstein: Youngblood que contaban con tres. Microsoft tenía la mayor parte de las nominaciones, con un total de nueve, aunque Square Enix fue la más premiada, gracias a los tres premios de Final Fantasy VII Remake.
| Ganadores y nominados | Ganadores y nominados |
| Lo mejor del evento | Mejor juego original |
| --- | --- |
| - Final Fantasy VII Remake - Square Enix - Borderlands 3 - Gearbox/2K - Doom Eternal - id Software/Bethesda - Star Wars Jedi: Fallen Order - Respawn/EA - The Outer Worlds - Obsidian/Private Division - Watch Dogs: Legion - Ubisoft Toronto/Ubisoft          | - The Outer Worlds - Obsidian/Private Division - Twelve Minutes - Luis Antonio/Annapurna - Bleeding Edge - Ninja Theory/Xbox Game Studios - Control - Remedy/505 Games - John Wick Hex - Bithell Games/Good Sheperd                                                                          |
| Mejor juego para consola | Mejor juego de realidad virtual/aumentada |
| - Final Fantasy VII Remake - Square Enix - Luigi's Mansion 3 - Next Level Games/Nintendo - Star Wars Jedi: Fallen Order - Respawn/EA - The Legend of Zelda: Link's Awakening - Grezzo/Nintendo EPD/Nintendo - Watch Dogs: Legion - Ubisoft Toronto/Ubisoft     | - Phantom: Covert Ops - nDreams/Oculus Studios - Asgard's Wrath - Sanzaru/Oculus Studios - Lone Echo II - Ready at Dawn/Oculus Studios - Minecraft Earth - Mojang/Xbox Game Studios - Sniper Elite VR - Just Add Water/Rebellion                                                             |
| Mejor juego para PC | Mejor hardware |
| - Doom Eternal - id Software/Bethesda - Borderlands 3 - Gearbox/2K - Control - Remedy/505 Games - The Outer Worlds - Obsidian/Private Division - Wolfenstein: Youngblood - MachineGames/Arkane/Bethesda                                                        | - Xbox Elite Wireless Controller Series 2 - Microsoft - SEGA Mega Drive Mini - Sega - Smach Z - Smach |
| Mejor juego de acción | Mejor juego de acción y aventura |
| - Doom Eternal - id Software/Bethesda - Borderlands 3 - Gearbox/2K - Call of Duty: Modern Warfare - Infinity Ward/Activision - Gears 5 - The Coalition/Xbox Game Studios - Wolfenstein: Youngblood - MachineGames/Arkane/Bethesda                              | - Watch Dogs: Legion - Ubisoft Toronto/Ubisoft - Control - Remedy/505 Games - Luigi's Mansion 3 - Next Level Games/Nintendo - Star Wars Jedi: Fallen Order - Respawn/EA - The Legend of Zelda: Link's Awakening - Grezzo/Nintendo EPD/Nintendo                                               |
| Mejor RPG | Mejor juego de carreras |
| - Final Fantasy VII Remake - Square Enix - Dragon Ball Z: Kakarot - CyberConnect2/Bandai Namco - Monster Hunter World: Iceborne - Capcom - Pokémon Espada y Escudo - Game Freak/The Pokémon Co./Nintendo - The Outer Worlds - Obsidian/Private Division        | - Crash Team Racing Nitro-Fueled - Beenox/Activision - F1 2019 - Codemasters - Forza Horizon 4: LEGO Speed Champions - Playground Games/Xbox Game Studios - GRID - Codemasters |
| Mejor juego de deportes | Mejor juego de estrategia |
| - eFootball Pro Evolution Soccer 2020 - Konami - Mario y Sonic en los Juegos Olímpicos de Tokyo 2020 - Sega - Madden NFL 20 - EA Tiburon/EA - Roller Champions - Ubisoft Montreal/Ubisoft                                                                      | - John Wick Hex - Bithell Games/Good Sheperd - Age of Empires II: Definitive Edition - Wicked Witch/Forgotten Empires/Tantalus/Xbox Game Studios - Desperados III - Mimimi Games/THQN - Fire Emblem: Three Houses - Intelligent Systems/Koei Tecmo/Nintendo - Phoenix Point - Snapshot Games |
| Mejor juego familiar | Mejor juego multijugador en línea |
| - Luigi's Mansion 3 - Next Level Games/Nintendo - Fall Guys - Mediatonic/Devolver - Mario y Sonic en los Juegos Olímpicos de Tokyo 2020 - Sega - Minecraft Dungeons - Mojang/Xbox Game Studios - Pokémon Espada y Escudo - Game Freak/The Pokémon Co./Nintendo | - Call of Duty: Modern Warfare - Infinity Ward/Activision - Bleeding Edge - Ninja Theory/Xbox Game Studios - Gears 5 - The Coalition/Xbox Game Studios - Ghost Recon Breakpoint - Ubisoft Paris/Ubisoft - Wolfenstein: Youngblood - MachineGames/Arkane/Bethesda                             |
| Mejor juego independiente | Mejor juego como servicio |
| - Twelve Minutes - Luis Antonio/Annapurna - Carrion - Phobia Game Studio/Devolver - Fall Guys - Mediatonic/Devolver - John Wick Hex - Bithell Games/Good Sheperd - Sayonara Wild Hearts - Simogo/Annapurna                                                     | - Destiny 2 - Bungie - Final Fantasy XIV - Square Enix - Fortnite - Epic Games - Monster Hunter: World - Capcom - The Division 2 - Massive Entetainment/Ubisoft |
| Reconocimiento especial | |
| - Cyberpunk 2077 - por los gráficos | |